# Suède au Concours Eurovision de la chanson
La Suède participe au Concours Eurovision de la chanson, depuis sa troisième édition, en 1958, et l’a remporté à sept reprises : en 1974, 1984, 1991, 1999, 2012, 2015, 2023.

## Participation
Le pays participe donc depuis 1958 et a manqué trois éditions du concours : en 1964, 1970 et 1976. En 1964, il y eut une grève des artistes qui empêcha l'organisation du Melodifestivalen, la traditionnelle sélection nationale suédoise. Le pays diffusa cependant le concours et revint l'année suivante. En 1970, le pays décida de s'abstenir, mécontent du résultat de l'édition 1969 et du système de vote en usage. Enfin, en 1976, une vive polémique éclata dans l'opinion publique suédoise sur la participation du pays à l'Eurovision. Il y eut plusieurs manifestations d'opposition au concours, jugé trop commercial. De plus, la télévision publique suédoise estima n'avoir plus les moyens d'organiser une nouvelle édition, en cas de victoire du pays. La Suède se retira alors.
Depuis l'instauration des demi-finales, en 2004, la Suède n'a manqué qu'une seule finale du concours : en 2010.

## Organisation
Le représentant suédois au concours est choisi lors d'une sélection nationale appelée Melodifestivalen (littéralement : « le festival de la chanson ») et diffusée sur la télévision publique suédoise, la SVT. Il s'agit de l'émission de télévision la plus populaire et la plus suivie de l'année en Suède.

## Résultats
La Suède a remporté le concours à sept reprises. Elle est par conséquent, avec l'Irlande, l'un des deux pays ayant remporté le plus de victoires au concours.
La première fois, en 1974, avec la chanson Waterloo, interprétée par ABBA. Le groupe, encore inconnu à l’époque, avaient déjà participé l’année précédente à la sélection suédoise, avec Ring, Ring. Ils avaient alors terminé troisième. En 1974, ils décidèrent de retenter leur chance, non sans longuement hésiter sur le choix de leur chanson. Après avoir envisagé un temps Hasta Mañana, ils se décidèrent finalement pour Waterloo, car cette dernière permettait à chaque membre du groupe de se faire entendre. Sur scène, ils portèrent des costumes inspirés par le glam rock. Waterloo rencontra par la suite un très grand succès commercial et fut le premier vainqueur du concours à entrer dans le Top 10 du Billboard américain. Ce fut également le point de départ d'une formidable carrière pour ABBA. En 2005, lors de l'émission spéciale Congratulations : 50 ans du Concours Eurovision de la chanson, Waterloo fut élue meilleure chanson à jamais avoir été présentée au concours. 
La deuxième fois, en 1984, avec la chanson Diggi-Loo Diggi-Ley, interprétée par Herreys. Le groupe étaient composés de trois frères mormons, d'origine américaine : Per, Richard et Louis. Leur chanson parlait de chaussures dorées qui apportaient la joie et la chance à leur propriétaire. Afin d'illustrer au mieux ce thème, les trois frères portèrent sur scène des bottines de couleur or. Ce fut la première victoire du pays dans sa langue nationale et la première victoire au concours d'une chanson en suédois.
La troisième fois, en 1991, avec la chanson Fångad av en stormvind, interprétée par Carola. Pour la deuxième fois dans l’histoire du concours, après 1969, le vote se conclut sur un ex aequo. La France et la Suède avaient en effet obtenu chacune 146 points à l'issue du vote. Le superviseur décida alors de mettre en application la règle ad hoc, introduite en 1989. Il fit procéder au décompte des "douze points". Il apparut alors que la France et la Suède en avaient reçu chacune quatre. Le superviseur décompta alors les "dix points". La France en avait reçu deux et la Suède, cinq. Par conséquent, la Suède fut proclamée vainqueur. Ce fut la toute première fois que le vainqueur fut désigné en recourant à la règle des ex aequo. Après le concours, de nombreuses rumeurs de fraude se répandirent dans les médias. La délégation française en demeura convaincue et estima imméritée la victoire suédoise. La controverse trouve en réalité son origine dans la nouvelle règle des ex aequo, instaurée en 1989 sans la moindre publicité. Deux ans plus tard, elle demeurait toujours inconnue du grand public et même des commentateurs, dont le français Léon Zitrone, qui avoua à l’antenne, durant la retransmission, qu’il en prenait connaissance en même temps que les téléspectateurs.
La quatrième fois, en 1999, avec la chanson Take Me to Your Heaven, interprétée par Charlotte Nilsson. 
La cinquième fois, en 2012, avec la chanson Euphoria, interprétée par Loreen. À cette occasion, la Suède obtient à 18 reprises la note maximale, battant ainsi le record d'Alexander Rybak, qui en avait obtenu 16 en 2009. Ce record tient toujours. Lors de cette victoire, la Suède reçut 372, soit le deuxième meilleur score d'une chanson à l'Eurovision. C'était la deuxième fois que la barre des 300 points était franchie, la précédente était en 2009, lorsqu'Alexander Rybak avait obtenu un score de 387 points. Loreen égalisa également le record qu'Israël et le Royaume-Uni avaient obtenu, respectivement en 1978 et 1997 : elle obtint la note maximale de 12 points à cinq reprises consécutives. Ce même fait se répéta deux fois durant le vote, entre le 30e et le 34e vote, puis du 38e au 42e et dernier vote.
La sixième fois en 2015, à Vienne, avec Heroes, interprétée par Måns Zelmerlöw. Lors de cette victoire, le pays obtient 365 points. Ce fut la troisième fois qu'un vainqueur franchit la barre des 300 points. La Suède est donc le seul pays à avoir franchi deux fois cette barre symbolique.
La septième fois en 2023, à Liverpool, avec Tattoo, interprétée par Loreen. Il s'agit de la deuxième participation de la chanteuse au concours. Elle devient à cette occasion la seconde personne et la première femme à obtenir deux victoires à l'Eurovision. 
Le pays a remporté à quatre reprises, une demi-finale : en 2011, 2012, 2015 et 2022. Outre cela, la Suède a terminé à deux reprises, à la deuxième place (en finale en 1966 et en demi-finale en 2014) et à sept reprises, à la troisième place (en finale en 1983, 1985, 1995, 1996, 2011 et 2014 et en demi-finale en 2017). A contrario, le pays a terminé à la dernière place, à deux reprises (en 1963 et 1977) et a obtenu un nul point à une reprise, (en 1963).

## Pays hôte

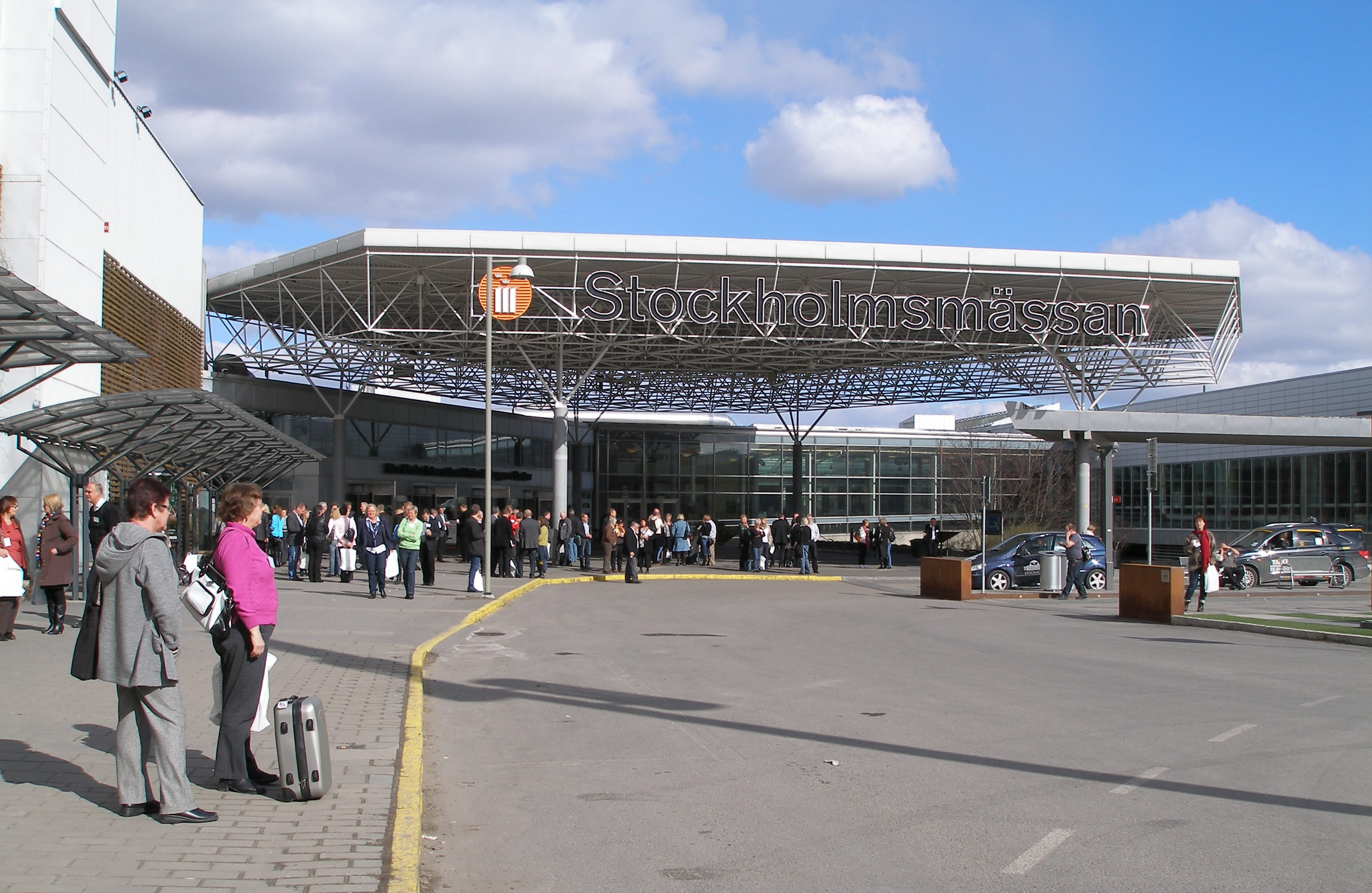
Stockholm reçoit l'évènement en 1975 au Stockholmsmässan.

La Suède a déjà organisé le concours à sept reprises : en 1975, 1985, 1992, 2000, 2013 2016 et 2024. 
En 1975, l’événement se déroula le samedi 22 mars 1975, au Stockholmsmässan, à Stockholm. La présentatrice de la soirée fut Karin Falck et le directeur musical, Mats Olsson. Les mesures de sécurité durent être considérablement renforcées, à la suite de menaces terroristes émises par la RAF. Finalement, ce fut l'ambassade de la République Fédérale d'Allemagne à Stockholm qui fut victime, un mois plus tard, de l'attentat et d'une sanglante prise d'otages.  Les dirigeants de la télévision publique suédoise se montrèrent mécontents des coûts élevés de l'organisation et voulurent partager équitablement les frais entre tous les pays participants. Mais les pourparlers avec ces derniers échouèrent et la SR dut régler seule la facture. Des vives protestations eurent lieu ensuite dans l'opinion publique suédoise, à l'annonce des sommes dépensées. Des opposants dénoncèrent le caractère commercial du concours et tinrent en parallèle un festival alternatif à Stockholm. Cette édition du concours fut marquée par l'instauration d'un nouveau système de vote : chaque pays devait désormais attribuer 1, 2, 3, 4, 5, 6, 7, 8, 10 et 12 points à ses dix chansons préférées. La nouvelle procédure de vote se révéla plus longue, mais plus juste et plus excitante dans son déroulement. Ce système de vote demeure celui toujours employé à l'heure actuelle. Il ne connut de légères modifications que dans l'énonciation des résultats, en 1980 et en 2006. Les premiers "douze points" de l'histoire du concours furent attribués par les Pays-Bas au Luxembourg.

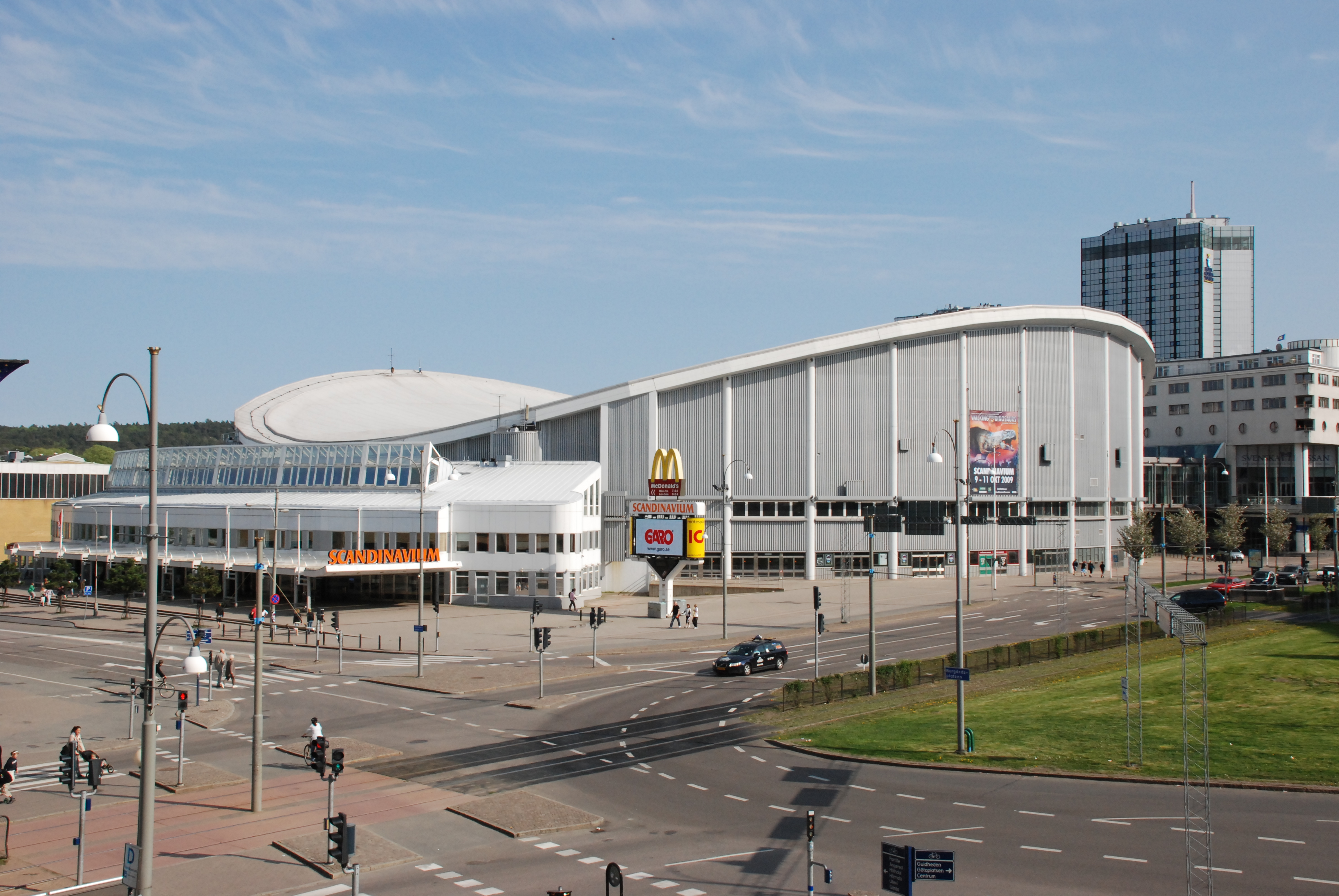
Le Scandinavium de Göteborg accueille en 1985 le concours.

En 1985, l’événement se déroula le samedi 4 mai 1985, au Scandinavium, à Göteborg. La présentatrice de la soirée fut Lill Lindfors et le directeur musical, Curt-Eric Holmquist. Pour la toute première fois, des tickets permettant d’assister aux répétitions furent mis en vente. Lors de l'ouverture, Lill Lindfors chanta une composition jazz, « My Joy is Building Bricks of Music », devenant ainsi la toute première présentatrice à chanter durant une édition du concours.  Après l’entracte, Lill Lindfors fit son retour sur scène, vêtue d’une robe verte. Le bas de sa robe se détacha alors, la laissant en slip blanc. Le public poussa des cris de surprise. Apparemment paniquée, Lindfors fit plusieurs gestes désespérés à l’attention de la régie, afin que les caméras ne cadrent que son buste. Mais soudain, elle déplia le drapé de ses épaules et se retrouva toute vêtue de blanc. Le public se mit à rire et à applaudir. S’approchant du micro, Lindfors dit : « I just wanted you to wake up a little. » Il s’agissait en réalité d’une plaisanterie, demeurée secrète jusqu’au bout et qui n’avait même pas été répétée. Le bas de la robe de Lindfors était attaché à un fil, qui fut tiré par un technicien en coulisses. Le scrutateur de l'UER, Frank Naef, n’apprécia que fort peu cette plaisanterie. Quant à son épouse, elle en fut tout simplement choquée.

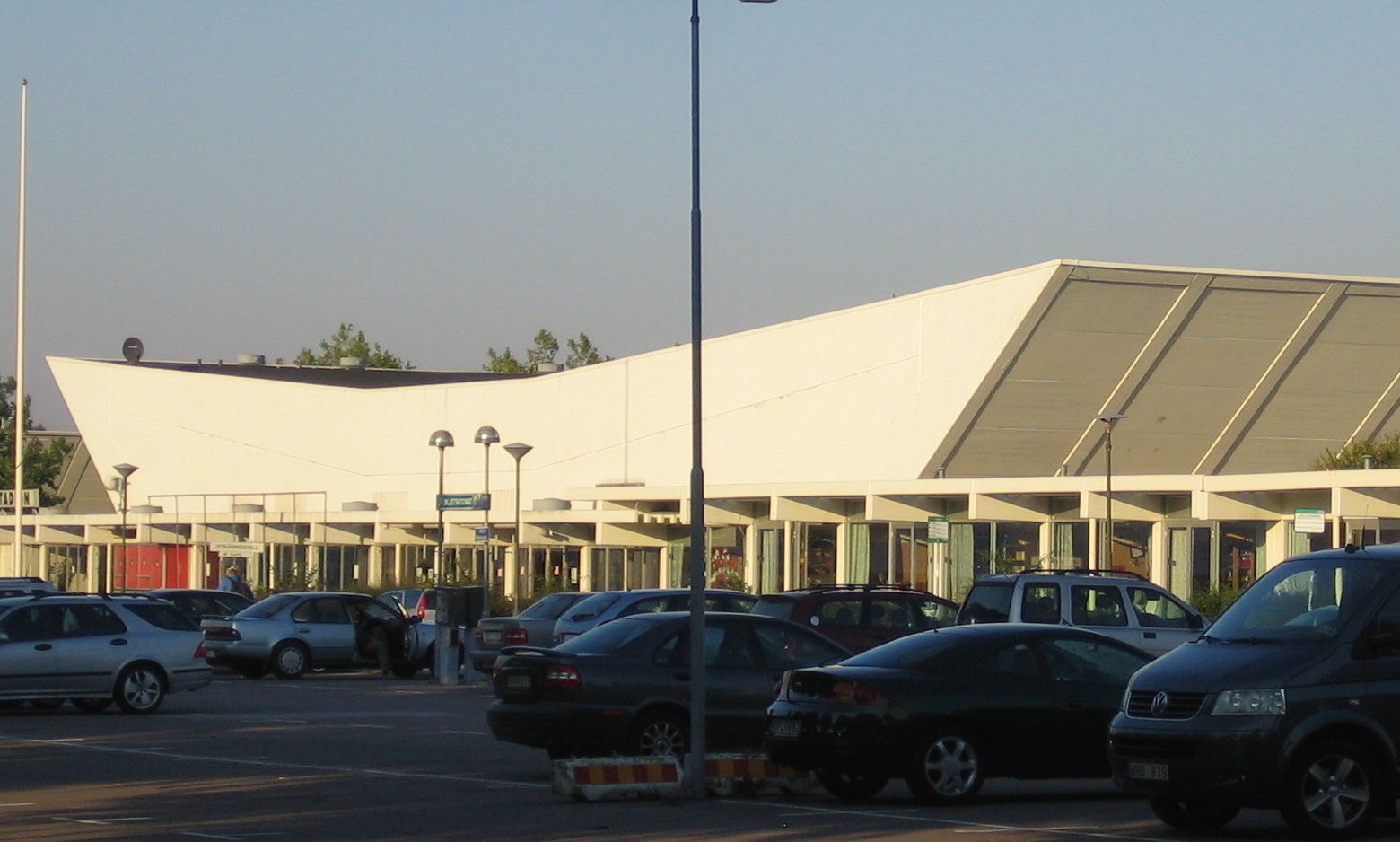
Malmö est la ville hôte du concours en 1992, au Malmömässan.

En 1992, l’événement se déroula le samedi 9 mai 1992, au Malmömässan, à Malmö. Les présentateurs de la soirée furent Lydia Cappolicchio et Harald Treutiger et le directeur musical, Anders Berglund. 
En 2000, l’événement se déroula le samedi 13 mai 2000, au Globen, à Stockholm. Les présentateurs de la soirée furent Kattis Ahlström et Anders Lundin. Dans la perspective du nouveau millénaire et pour lui éviter de se démoder, les organisateurs suédois décidèrent de moderniser le concours. Ils créèrent un logo innovant, optèrent pour une salle pourvue des derniers développements technologiques et investirent le nouveau média du moment : Internet. Ce fut ainsi la toute première fois que le concours fut diffusé en direct sur Internet.

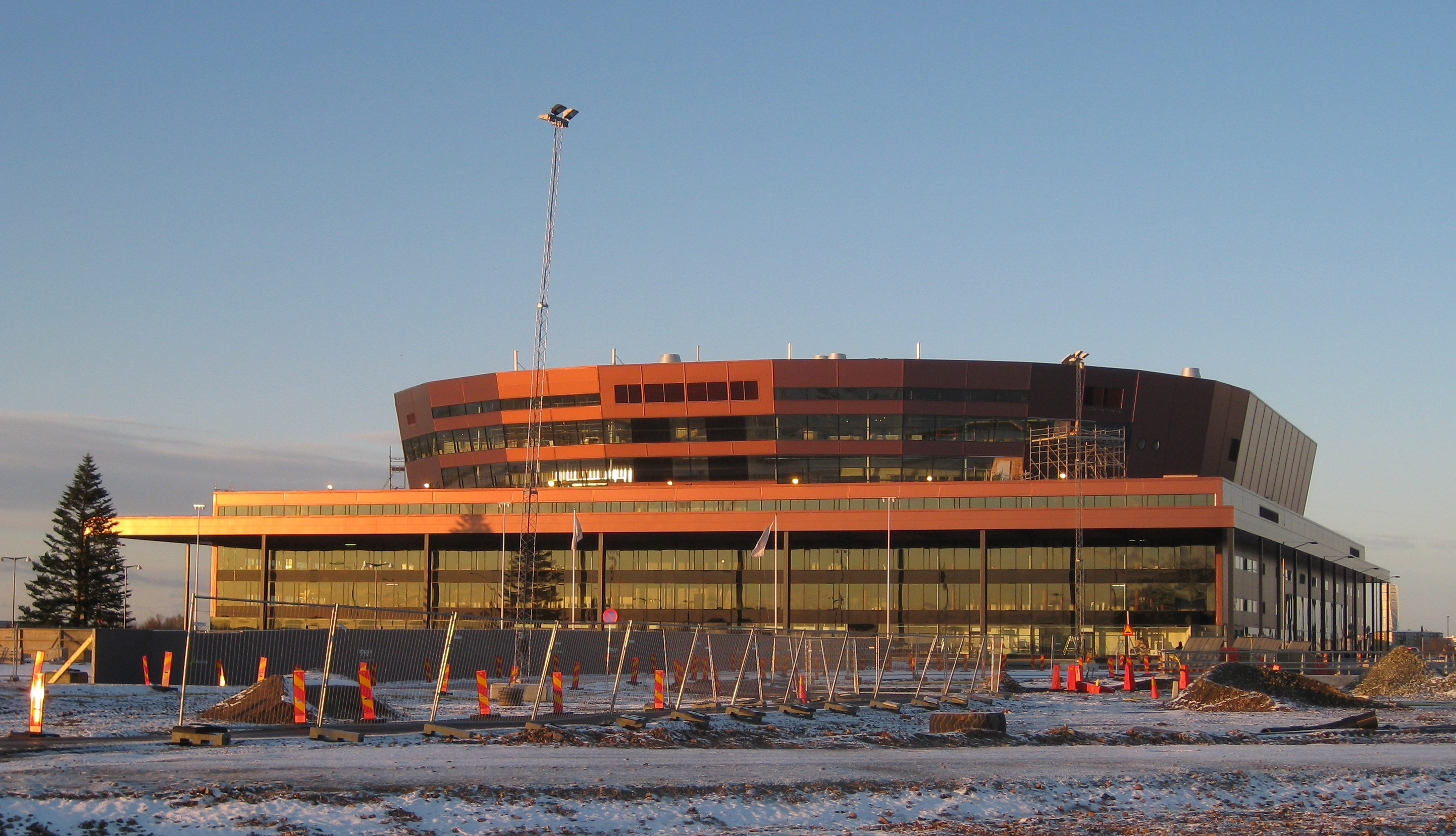
La Malmö Arena reçoit le concours à deux reprises, en 2013 et en 2024.

En 2013, l’événement se déroula les mardi 14, jeudi 16 et samedi 18 mai 2013, à la Malmö Arena, à Malmö. Pour la première fois depuis 1995, une seule présentatrice anime les trois soirées, Petra Mede. Par ailleurs, le budget alloué à l'organisation de l'évènement est bien inférieur aux éditions précédentes,   à hauteur de 14,5 M€ contre 33 M€ en 2009 ou 100 M€ en 2012.

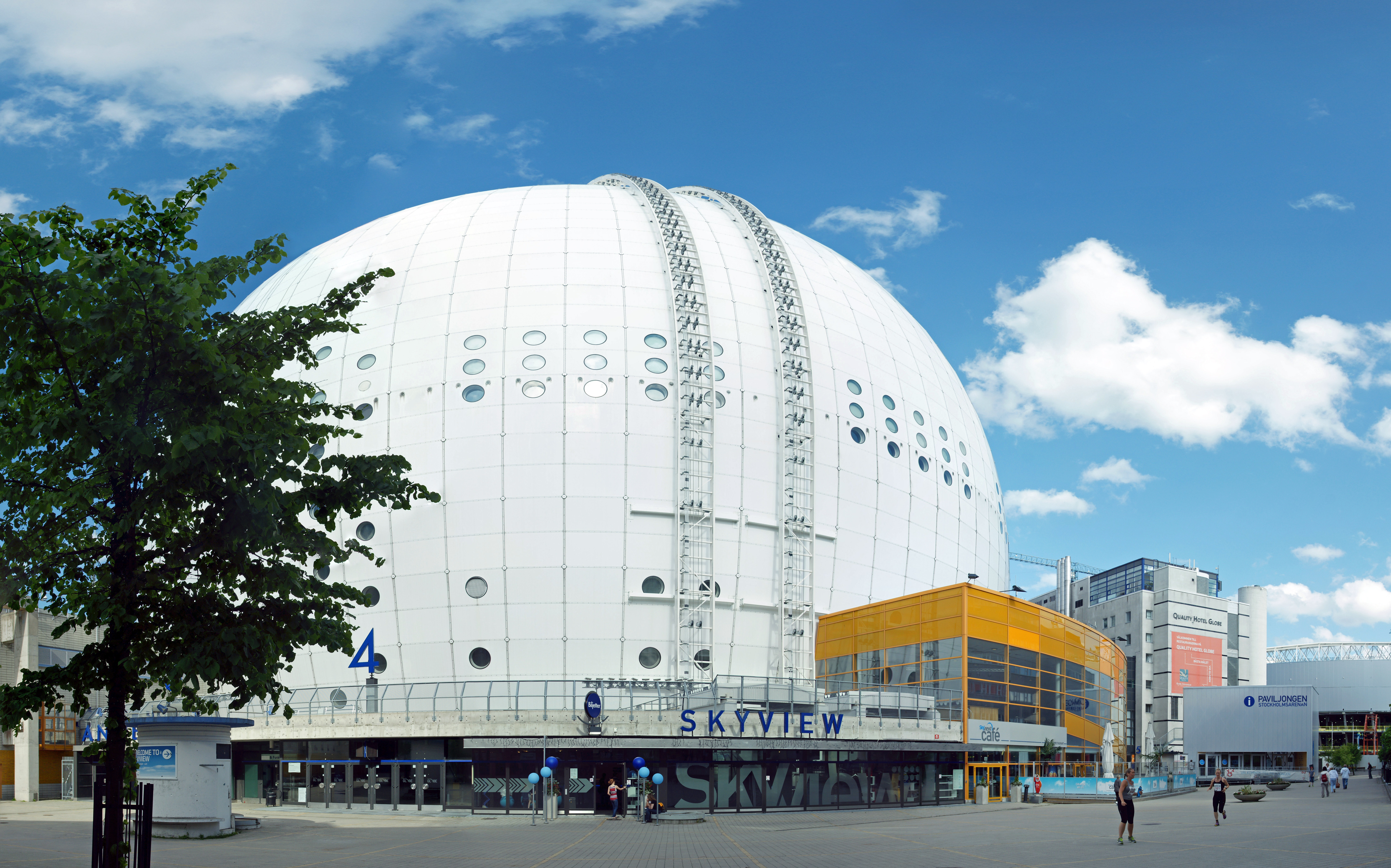
Le Globen de Stockholm accueille à deux reprises l'évènement, en 2000 et en 2016.

En 2016, l’événement se déroula les mardi 10, jeudi 12 et samedi 14 mai 2016, au Ericsson Globe, à Stockholm. Les présentateurs des trois soirées furent Petra Mede et Måns Zelmerlöw. Cette édition vît le pour la première fois l'application du système de vote séparant les votes des jurys et des téléspectateurs.
En 2024, l'évènement se déroula les mardi 7, jeudi 9 et samedi 11 mai 2024, à la Malmö Arena de Malmö. Les trois soirées furent présentées par Malin Åkerman et Petra Mede. 

## Faits notables
En 1958, il n'y eut jamais d'enregistrement studio de la chanson suédoise. La SVT et la chanteuse, Alice Babs, insatisfaits des paroles de la chanson, l'avaient fait réécrire. Ils n'en demandèrent cependant pas l'autorisation à l'auteur original, Åke Gerhard. Par conséquent, ce dernier fit interdire tout enregistrement ultérieur du morceau.
En 1965, pour la toute première fois de l'histoire du concours, un participant interpréta sa chanson dans une autre langue que la langue nationale de son pays. Il s'agit du représentant suédois, Ingvar Wixell, qui chanta en anglais. Cette démarche, non prévue par le règlement et vivement contestée, conduisit à une modification des règles du concours et, dès l'année suivante, à l'interdiction de ce procédé.
En 1966, la représentante suédoise, Lill Lindfors, demeura persuadée qu’elle dut sa deuxième place à une conspiration entre les jurys danois, finlandais, norvégien et suédois, afin de mettre fin à la suprématie des pays francophones.
En 1973, la chanson suédoise causa quelques remous avant le concours. Elle comportait en effet une strophe, jugée audacieuse pour l'époque, dans laquelle l'auteur mentionnait explicitement le mot "seins".
En 1978, le représentant suédois, Björn Skifs, était mécontent du changement du règlement opéré en 1977 et de l’obligation désormais faite de chanter dans sa langue nationale. Il décida de passer outre et d’interpréter sa chanson en anglais. Il changea cependant d’avis au dernier moment et de ce fait, oublia les paroles des premières strophes. Il marmonna un instant, avant de se reprendre. Il termina malgré tout quatorzième.
En 1983, la chanson suédoise, Främling, interprétée par Carola, fut numéro un des ventes de disques en Suède, en Norvège et au Danemark. Elle devint par la suite le single le plus vendu de l’histoire suédoise. Au concours, Carola termina troisième.
En 1987, le titre initial de la chanson suédoise était : « Fyra Bugg och en Coca-Cola » (« Quatre chewing-gums et un Coca-Cola »). Or le règlement du concours, dans son article 1.2.2., paragraphe g, interdit tout message commercial dans les chansons en lice et durant les prestations. Afin que la Suède ne soit pas disqualifiée, Christer Lundh, l'auteur de la chanson, en modifia le titre et les paroles, qui devinrent : « Boogaloo ».
En 2000, la chanson suédoise, When Spirits are Calling my Name, était un manifeste en faveur des populations autochtones dépossédées de leurs territoires ancestraux et de leur culture séculaire. Pour mieux illustrer le thème du morceau, son interprète, Roger Pontare, se fit accompagner sur scène par un Sami de Norvège, un Inuit du Groenland et un Cri d’Amérique du Nord.
En 2001, la chanson suédoise, Listen to Your Heartbeat, fut accusée d’être un plagiat de Liefde is een kaartspel, qui avait représenté la Belgique au concours 1996. Le Groupe de Référence de l’UER se saisit de l’affaire et la présenta devant un tribunal. Dans l’attente du jugement, il fut décidé que la chanson pourrait malgré tout concourir.
En 2023, Loreen remporte le concours pour la deuxième fois de sa carrière après sa victoire en 2012, par conséquent elle est la première artiste féminine à gagner le concours à deux reprises. Avec cette victoire, la Suède organisera le concours en 2024, soit 50 ans après la victoire d'ABBA en 1974.
C'est également la première fois qu'une chanson remporte le concours sans recevoir de douze points du télévote depuis son instauration en 2016.

## Représentants
| Édition | Année | Artiste(s)                       | Chanson                             | Langue(s)         | Traduction française                             | Finale                                                 | Finale                                                 | Demi-finale                                            | Demi-finale                                            |
| Édition | Année | Artiste(s)                       | Chanson                             | Langue(s)         | Traduction française                             | Place                                                  | Points                                                 | Place                                                  | Points                                                 |
| ------- | ----- | -------------------------------- | ----------------------------------- | ----------------- | ------------------------------------------------ | ------------------------------------------------------ | ------------------------------------------------------ | ------------------------------------------------------ | ------------------------------------------------------ |
| 3e      | 1958  | Alice Babs                       | Lilla stjärna                       | Suédois           | Petite étoile                                    | 04                                                     | 10                                                     |                                                        |                                                        |
| 4e      | 1959  | Brita Borg                       | Augustin                            | Suédois           | -                                                | 09                                                     | 04                                                     |                                                        |                                                        |
| 5e      | 1960  | Siw Malmkvist                    | Alla andra får varann               | Suédois           | Tout le monde en a un                            | 10                                                     | 04                                                     |                                                        |                                                        |
| 6e      | 1961  | Lill-Babs                        | April, april                        | Suédois           | Avril, avril                                     | 14                                                     | 02                                                     |                                                        |                                                        |
| 7e      | 1962  | Inger Berggren                   | Sol och vår                         | Suédois           | L'été et le printemps                            | 07                                                     | 04                                                     |                                                        |                                                        |
| 8e      | 1963  | Monica Zetterlund                | En gång i Stockholm                 | Suédois           | Une fois à Stockholm                             | 13                                                     | 00                                                     |                                                        |                                                        |
| 9e      | 1964  | Retrait en 1964.                 | Retrait en 1964.                    | Retrait en 1964.  | Retrait en 1964.                                 | Retrait en 1964.                                       | Retrait en 1964.                                       |                                                        |                                                        |
| 10e     | 1965  | Ingvar Wixell                    | Absent Friend                       | Anglais           | Ami absent                                       | 10                                                     | 06                                                     |                                                        |                                                        |
| 11e     | 1966  | Lill Lindfors & Svante Thuresson | Nygammal vals                       | Suédois           | Valse néo-ancienne                               | 02                                                     | 16                                                     |                                                        |                                                        |
| 12e     | 1967  | Östen Warnerbring                | Som en dröm                         | Suédois           | Comme un rêve                                    | 08                                                     | 07                                                     |                                                        |                                                        |
| 13e     | 1968  | Claes-Göran Hederström           | Det börjar verka kärlek, banne mej  | Suédois           | Ça commence à ressembler à de l'amour, bon sang  | 05                                                     | 15                                                     |                                                        |                                                        |
| 14e     | 1969  | Tommy Körberg                    | Judy, min vän                       | Suédois           | Judy, mon amie                                   | 09                                                     | 08                                                     |                                                        |                                                        |
| 15e     | 1970  | Retrait en 1970.                 | Retrait en 1970.                    | Retrait en 1970.  | Retrait en 1970.                                 | Retrait en 1970.                                       | Retrait en 1970.                                       |                                                        |                                                        |
| 16e     | 1971  | Family Four                      | Vita vidder                         | Suédois           | Horizons blancs                                  | 06                                                     | 85                                                     |                                                        |                                                        |
| 17e     | 1972  | Family Four                      | Härliga sommardag                   | Suédois           | Beau jour d'été                                  | 13                                                     | 75                                                     |                                                        |                                                        |
| 18e     | 1973  | Nova                             | Sommaren som aldrig säger nej       | Anglais           | Tu es l'été                                      | 05                                                     | 94                                                     |                                                        |                                                        |
| 19e     | 1974  | ABBA                             | Waterloo                            | Anglais           | Waterloo                                         | 01                                                     | 24                                                     |                                                        |                                                        |
| 20e     | 1975  | Lars Berghagen                   | Jennie, Jennie                      | Anglais           | -                                                | 08                                                     | 72                                                     |                                                        |                                                        |
| 21e     | 1976  | Retrait en 1976.                 | Retrait en 1976.                    | Retrait en 1976.  | Retrait en 1976.                                 | Retrait en 1976.                                       | Retrait en 1976.                                       |                                                        |                                                        |
| 22e     | 1977  | Forbes                           | Beatles                             | Suédois           | Beatles                                          | 18                                                     | 02                                                     |                                                        |                                                        |
| 23e     | 1978  | Björn Skifs                      | Det blir alltid värre framåt natten | Suédois           | Cela devient toujours pire lorsque la nuit tombe | 14                                                     | 26                                                     |                                                        |                                                        |
| 24e     | 1979  | Ted Gärdestad                    | Satellit                            | Suédois           | Satellite                                        | 17                                                     | 08                                                     |                                                        |                                                        |
| 25e     | 1980  | Tomas Ledin                      | Just nu!                            | Suédois           | Maintenant !                                     | 10                                                     | 47                                                     |                                                        |                                                        |
| 26e     | 1981  | Björn Skifs                      | Fångad i en dröm                    | Suédois           | Prisonnier d'un rêve                             | 10                                                     | 50                                                     |                                                        |                                                        |
| 27e     | 1982  | Chips                            | Dag efter dag                       | Suédois           | Jour après jour                                  | 08                                                     | 67                                                     |                                                        |                                                        |
| 28e     | 1983  | Carola Häggkvist                 | Främling                            | Suédois           | Étranger                                         | 03                                                     | 126                                                    |                                                        |                                                        |
| 29e     | 1984  | Herreys                          | Diggi-Loo Diggi-Ley                 | Suédois           | -                                                | 01                                                     | 145                                                    |                                                        |                                                        |
| 30e     | 1985  | Kikki Danielsson                 | Bra vibrationer                     | Suédois           | Bonnes vibrations                                | 03                                                     | 103                                                    |                                                        |                                                        |
| 31e     | 1986  | Monica Törnell & Lasse Holm      | E' de' det här du kallar kärlek?    | Suédois           | Est-ce cela que tu appelles de l'amour ?         | 05                                                     | 78                                                     |                                                        |                                                        |
| 32e     | 1987  | Lotta Engberg                    | Fyra bugg och en Coca Cola          | Suédois           | -                                                | 12                                                     | 50                                                     |                                                        |                                                        |
| 33e     | 1988  | Tommy Körberg                    | Stad i ljus                         | Suédois           | Ville de lumière                                 | 12                                                     | 52                                                     |                                                        |                                                        |
| 34e     | 1989  | Tommy Nilsson                    | En dag                              | Suédois           | Un jour                                          | 04                                                     | 110                                                    |                                                        |                                                        |
| 35e     | 1990  | Edin-Ådahl                       | Som en vind                         | Suédois           | Comme un vent                                    | 16                                                     | 24                                                     |                                                        |                                                        |
| 36e     | 1991  | Carola                           | Fångad av en stormvind              | Suédois           | Prisonnière d'une tempête                        | 01                                                     | 146                                                    |                                                        |                                                        |
| 37e     | 1992  | Christer Björkman                | I morgon är en annan dag            | Suédois           | Demain est un autre jour                         | 22                                                     | 09                                                     |                                                        |                                                        |
| 38e     | 1993  | Arvingarna                       | Eloise                              | Suédois           | -                                                | 07                                                     | 89                                                     |                                                        |                                                        |
| 39e     | 1994  | Marie Bergman & Roger Pontare    | Stjärnorna                          | Suédois           | Les étoiles                                      | 13                                                     | 48                                                     |                                                        |                                                        |
| 40e     | 1995  | Jan Johansen                     | Se på mig                           | Suédois           | Regarde-moi                                      | 03                                                     | 100                                                    |                                                        |                                                        |
| 41e     | 1996  | One More Time                    | Den vilda                           | Suédois           | La sauvage                                       | 03                                                     | 100                                                    |                                                        |                                                        |
| 42e     | 1997  | Blond                            | Bara hon älskar mig                 | Suédois           | Si seulement elle m'aime                         | 14                                                     | 36                                                     |                                                        |                                                        |
| 43e     | 1998  | Jill Johnson                     | Kärleken är                         | Suédois           | L'amour existe                                   | 10                                                     | 53                                                     |                                                        |                                                        |
| 44e     | 1999  | Charlotte Nilsson                | Take Me to Your Heaven              | Anglais           | Emmène-moi dans ton paradis                      | 01                                                     | 163                                                    |                                                        |                                                        |
| 45e     | 2000  | Roger Pontare                    | When Spirits Are Calling My Name    | Anglais           | Quand les esprits appellent mon nom              | 07                                                     | 88                                                     |                                                        |                                                        |
| 46e     | 2001  | Friends                          | Listen to Your Heartbeat            | Anglais           | Écoute les battements de ton cœur                | 05                                                     | 100                                                    |                                                        |                                                        |
| 47e     | 2002  | Afro-dite                        | Never Let It Go                     | Anglais           | N'abandonne jamais                               | 08                                                     | 72                                                     |                                                        |                                                        |
| 48e     | 2003  | Fame                             | Give Me Your Love                   | Anglais           | Donne-moi ton amour                              | 05                                                     | 107                                                    |                                                        |                                                        |
| 49e     | 2004  | Lena Philipsson                  | It Hurts                            | Anglais           | Ça fait mal                                      | 05                                                     | 170                                                    |                                                        |                                                        |
| 50e     | 2005  | Martin Stenmarck                 | Las Vegas                           | Anglais           | -                                                | 19                                                     | 30                                                     |                                                        |                                                        |
| 51e     | 2006  | Carola                           | Invincible                          | Anglais           | -                                                | 05                                                     | 170                                                    | 04                                                     | 214                                                    |
| 52e     | 2007  | The Ark                          | The Worrying Kind                   | Anglais           | Le genre inquiétant                              | 18                                                     | 51                                                     |                                                        |                                                        |
| 53e     | 2008  | Charlotte Perrelli               | Hero                                | Anglais           | Héros                                            | 18                                                     | 47                                                     | 12                                                     | 54                                                     |
| 54e     | 2009  | Malena Ernman                    | La voix                             | Anglais, français | -                                                | 21                                                     | 33                                                     | 04                                                     | 105                                                    |
| 55e     | 2010  | Anna Bergendahl                  | This Is My Life                     | Anglais           | C'est ma vie                                     |                                                        |                                                        | 11                                                     | 62                                                     |
| 56e     | 2011  | Eric Saade                       | Popular                             | Anglais           | Populaire                                        | 03                                                     | 185                                                    | 01                                                     | 155                                                    |
| 57e     | 2012  | Loreen                           | Euphoria                            | Anglais           | Euphorie                                         | 01                                                     | 372                                                    | 01                                                     | 181                                                    |
| 58e     | 2013  | Robin Stjernberg                 | You                                 | Anglais           | Toi                                              | 14                                                     | 62                                                     |                                                        |                                                        |
| 59e     | 2014  | Sanna Nielsen                    | Undo                                | Anglais           | Défais                                           | 03                                                     | 218                                                    | 02                                                     | 131                                                    |
| 60e     | 2015  | Måns Zelmerlöw                   | Heroes                              | Anglais           | Héros                                            | 01                                                     | 365                                                    | 01                                                     | 217                                                    |
| 61e     | 2016  | Frans                            | If I Were Sorry                     | Anglais           | Si j'étais désolé                                | 05                                                     | 261                                                    |                                                        |                                                        |
| 62e     | 2017  | Robin Bengtsson                  | I Can't Go On                       | Anglais           | Je ne peux pas continuer                         | 05                                                     | 344                                                    | 03                                                     | 227                                                    |
| 63e     | 2018  | Benjamin Ingrosso                | Dance You Off                       | Anglais           | Te faire danser                                  | 07                                                     | 274                                                    | 02                                                     | 254                                                    |
| 64e     | 2019  | John Lundvik                     | Too Late for Love                   | Anglais           | Trop tard pour l'amour                           | 05                                                     | 334                                                    | 03                                                     | 238                                                    |
| 65e     | 2020  | The Mamas                        | Move                                | Anglais           | Bouge                                            | Concours annulé à la suite de la pandémie de Covid-19. | Concours annulé à la suite de la pandémie de Covid-19. | Concours annulé à la suite de la pandémie de Covid-19. | Concours annulé à la suite de la pandémie de Covid-19. |
| 65e     | 2021  | Tusse                            | Voices                              | Anglais           | Voix                                             | 14                                                     | 109                                                    | 07                                                     | 142                                                    |
| 66e     | 2022  | Cornelia Jakobs                  | Hold Me Closer                      | Anglais           | Serre-moi fort                                   | 04                                                     | 438                                                    | 01                                                     | 396                                                    |
| 67e     | 2023  | Loreen                           | Tattoo                              | Anglais           | Tatouage                                         | 01                                                     | 583                                                    | 02                                                     | 135                                                    |
| 68e     | 2024  | Marcus & Martinus                | Unforgettable                       | Anglais           | Inoubliable                                      | 09                                                     | 174                                                    |                                                        |                                                        |
| 69e     | 2025  | KAJ                              | Bara bada bastu                     | Suédois           | Seulement faire un sauna                         | 04                                                     | 321                                                    | 04                                                     | 118                                                    |

- Première place
- Deuxième place
- Troisième place
- Dernière place
- Suède organisatrice

 Qualification automatique en finale
 Élimination en demi-finale

## Galerie

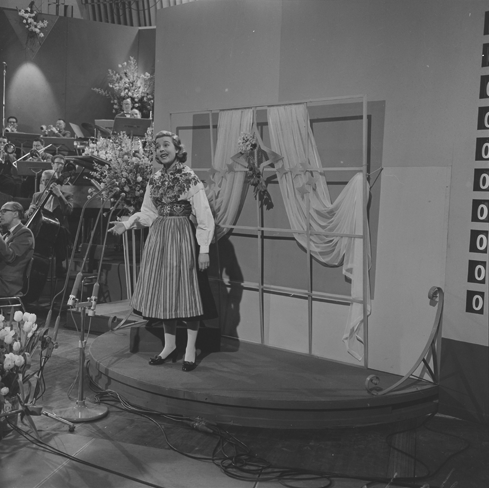
Alice Babs à Hilversum (1958)
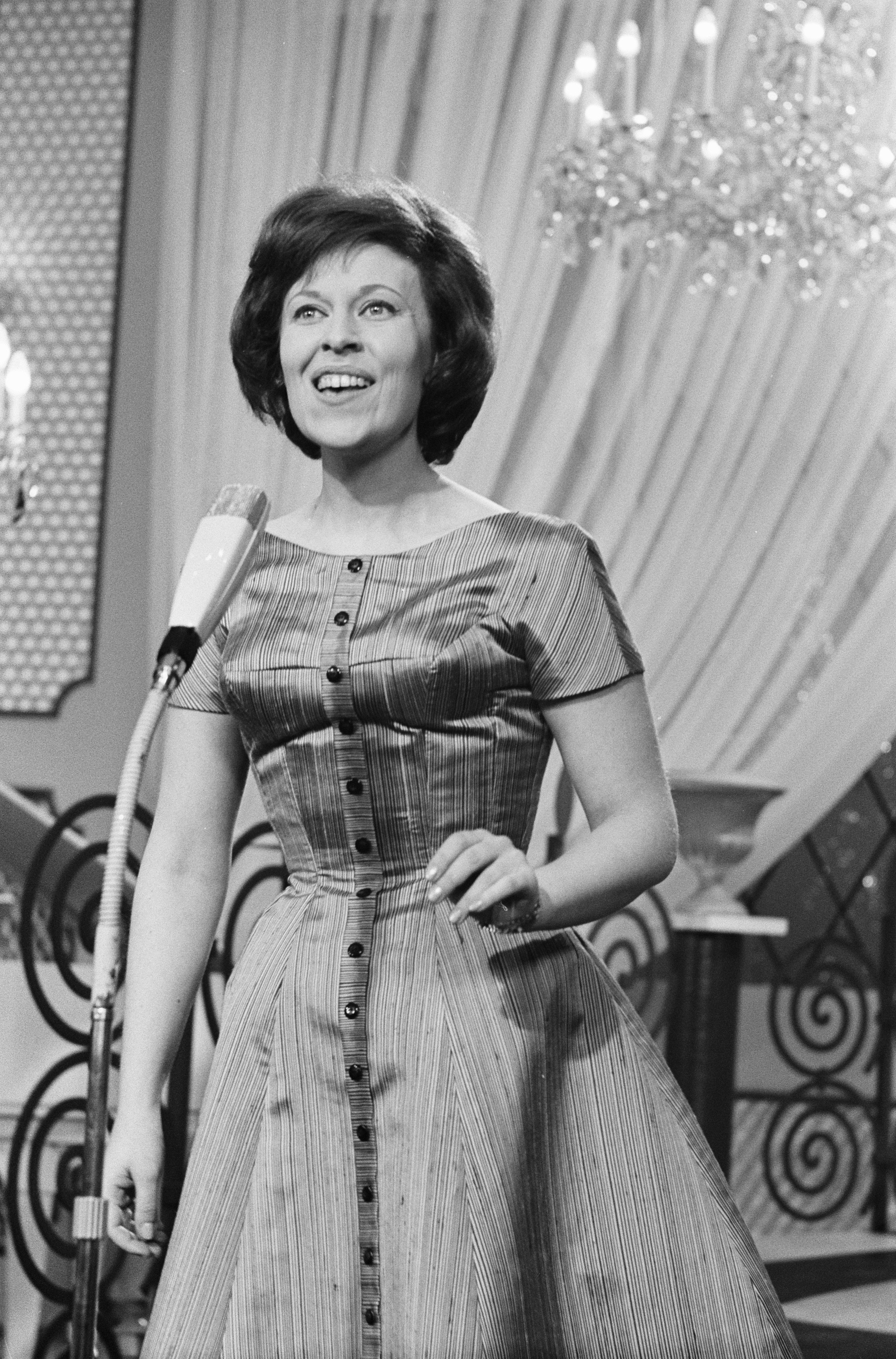
Inger Berggren à Luxembourg (1962)
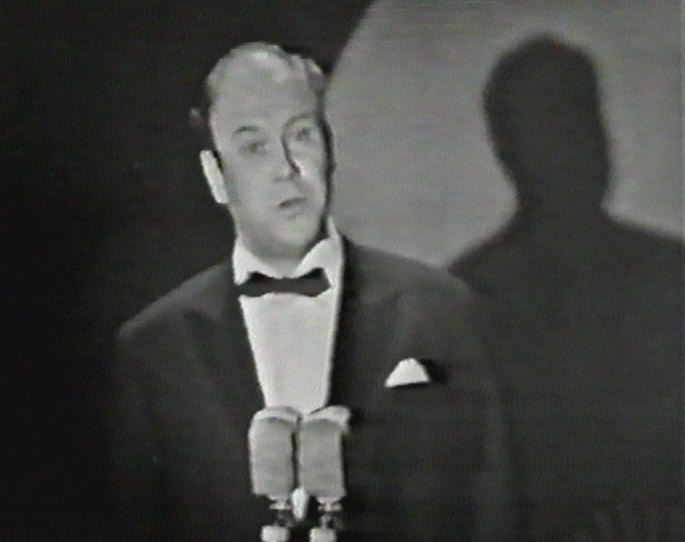
Ingvar Wixell à Naples (1965)
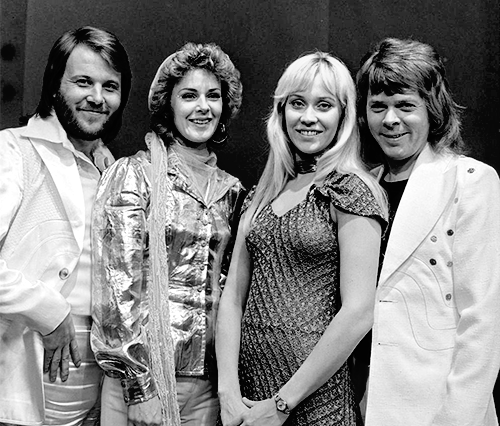
ABBA à Brighton (1974)
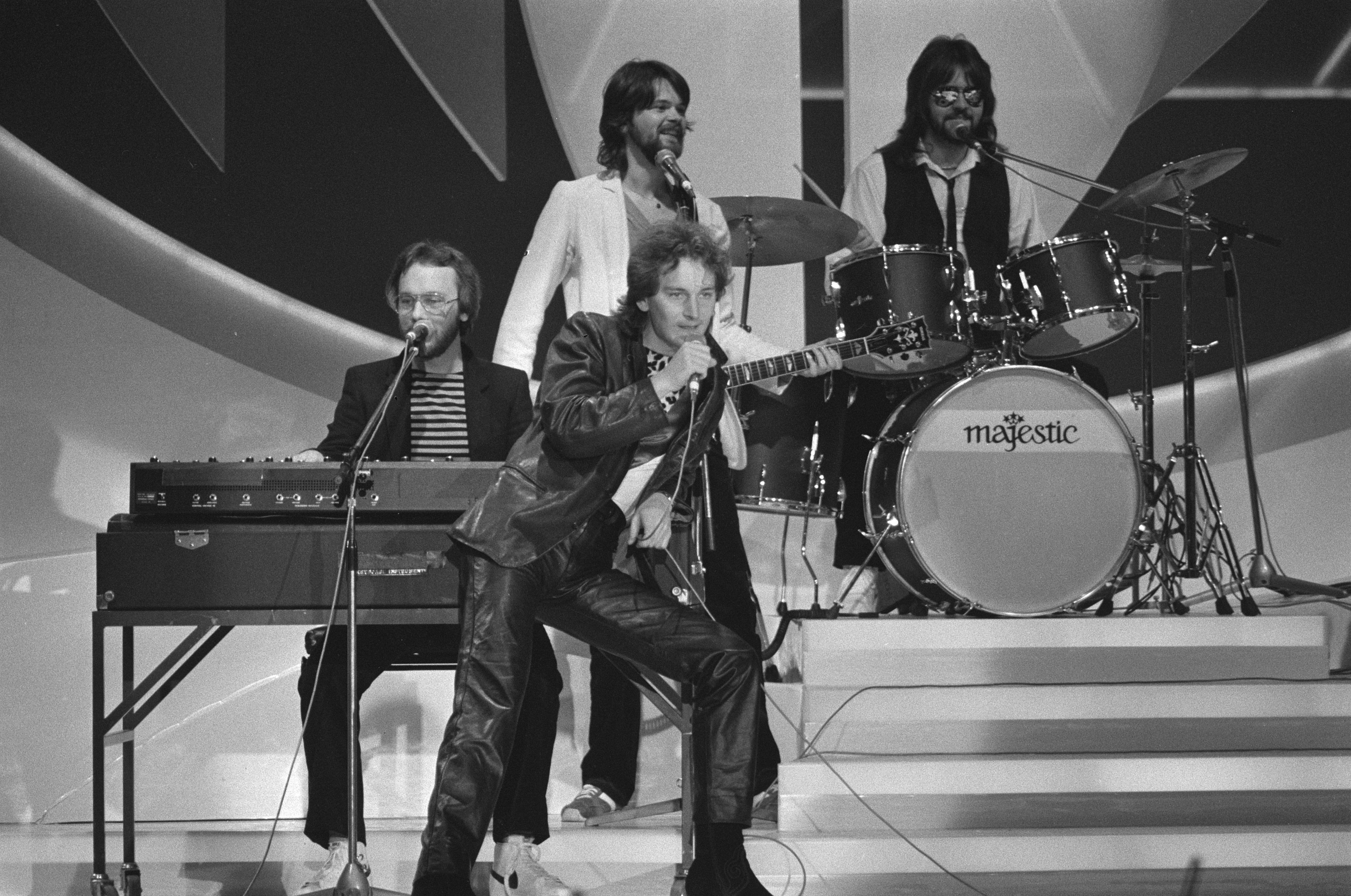
Tomas Ledin à la Haye (1980)
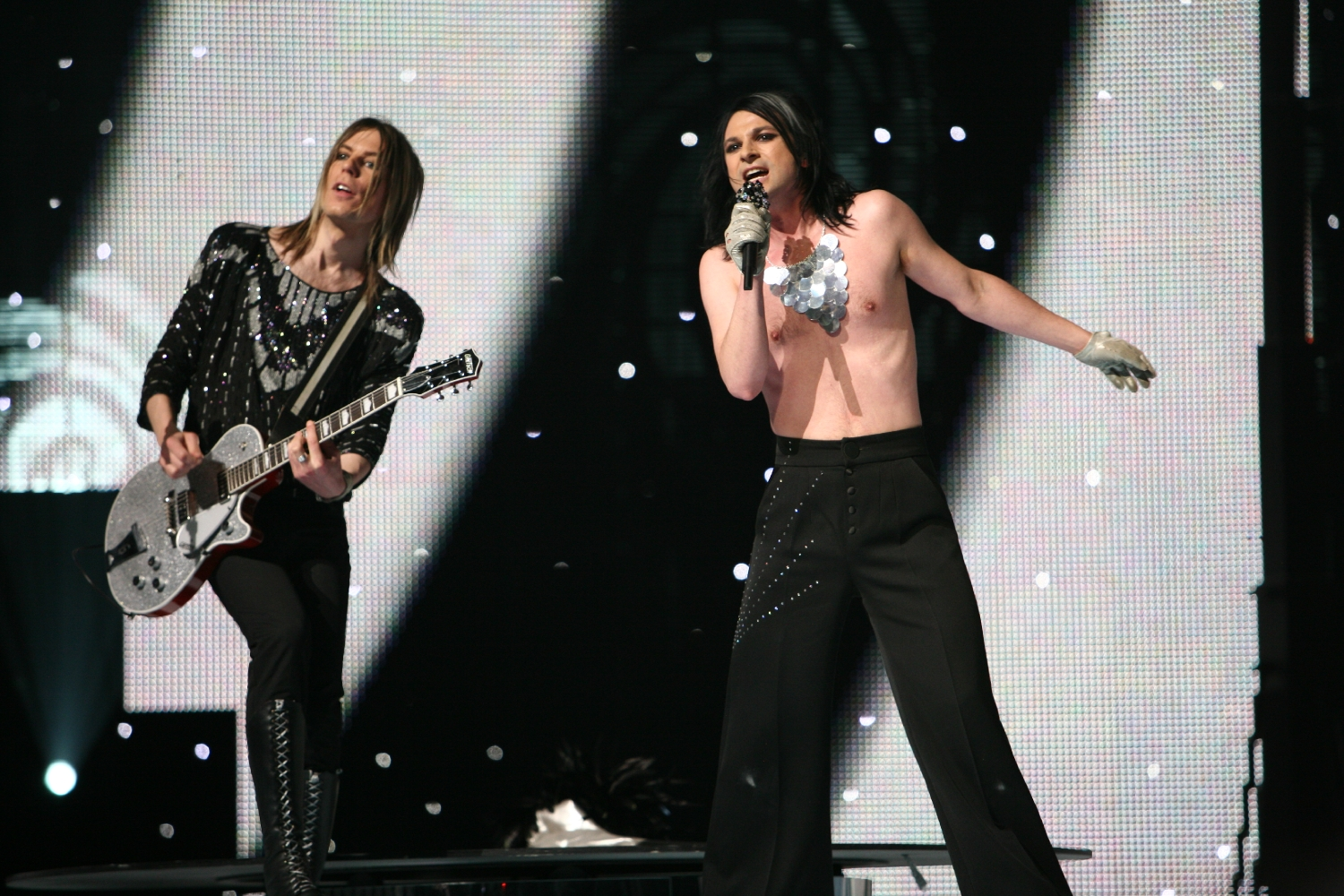
The Ark à Helsinki (2007)
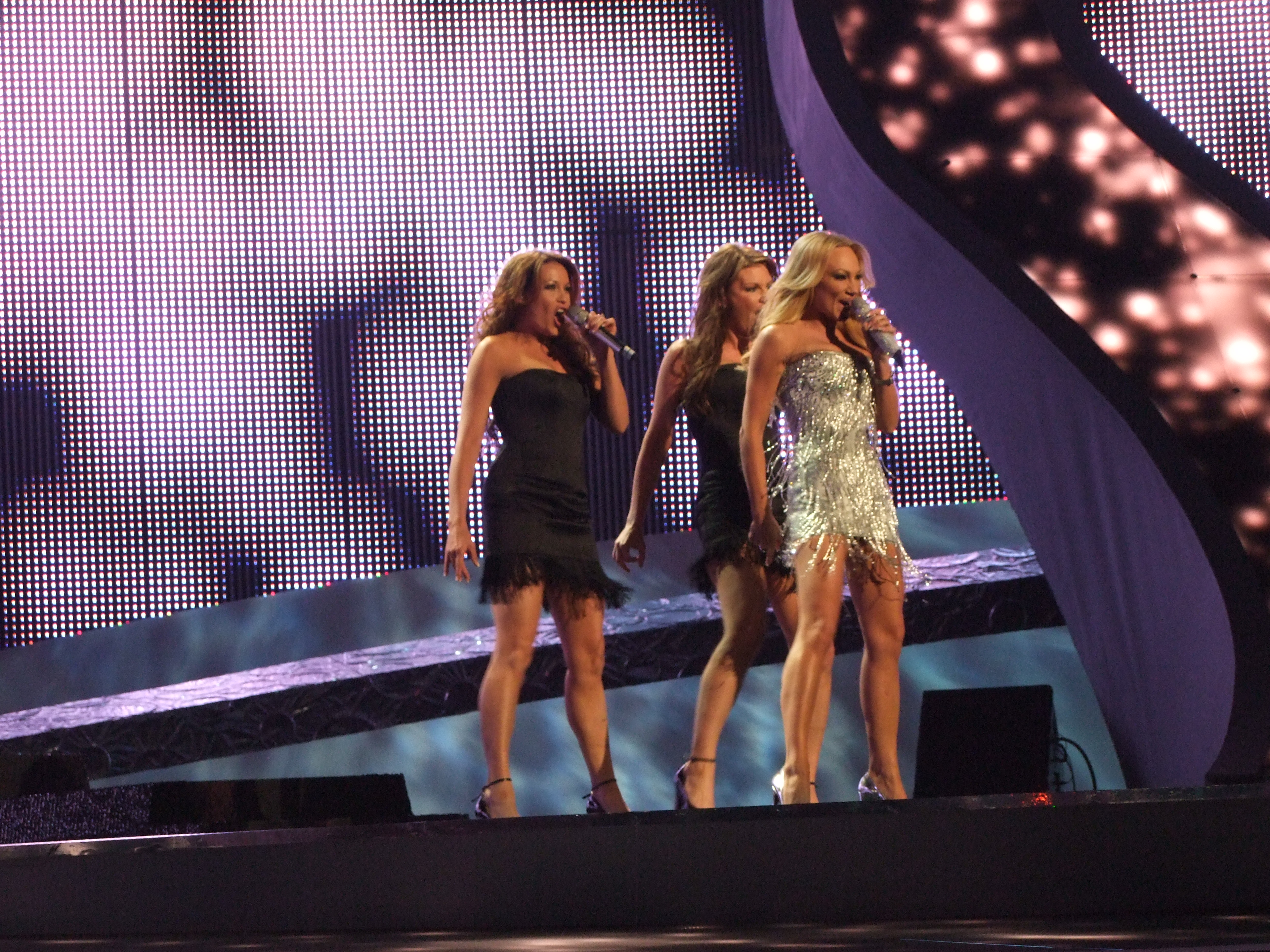
Charlotte Perrelli à Belgrade (2008)
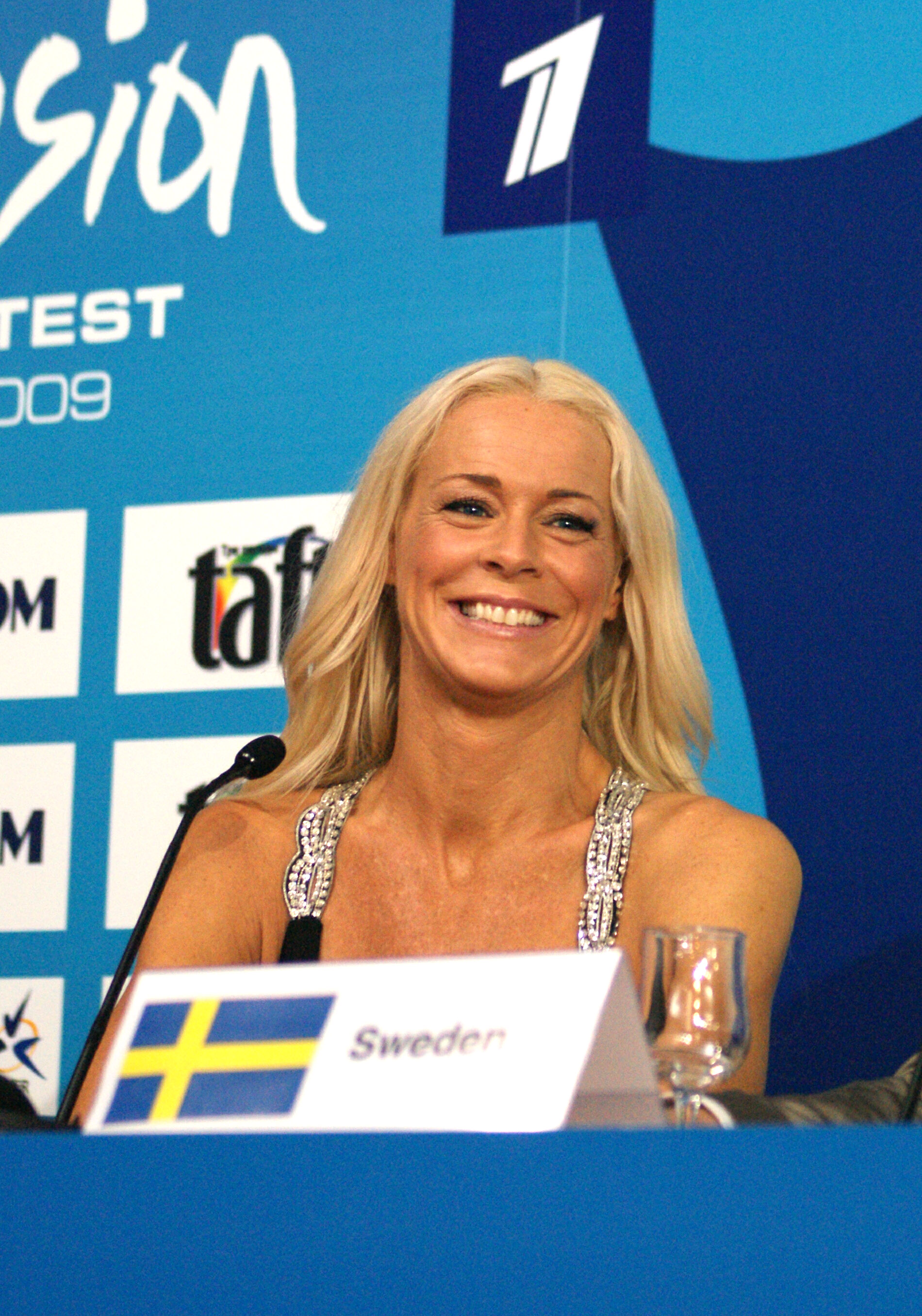
Malena Ernman à Moscou (2009)
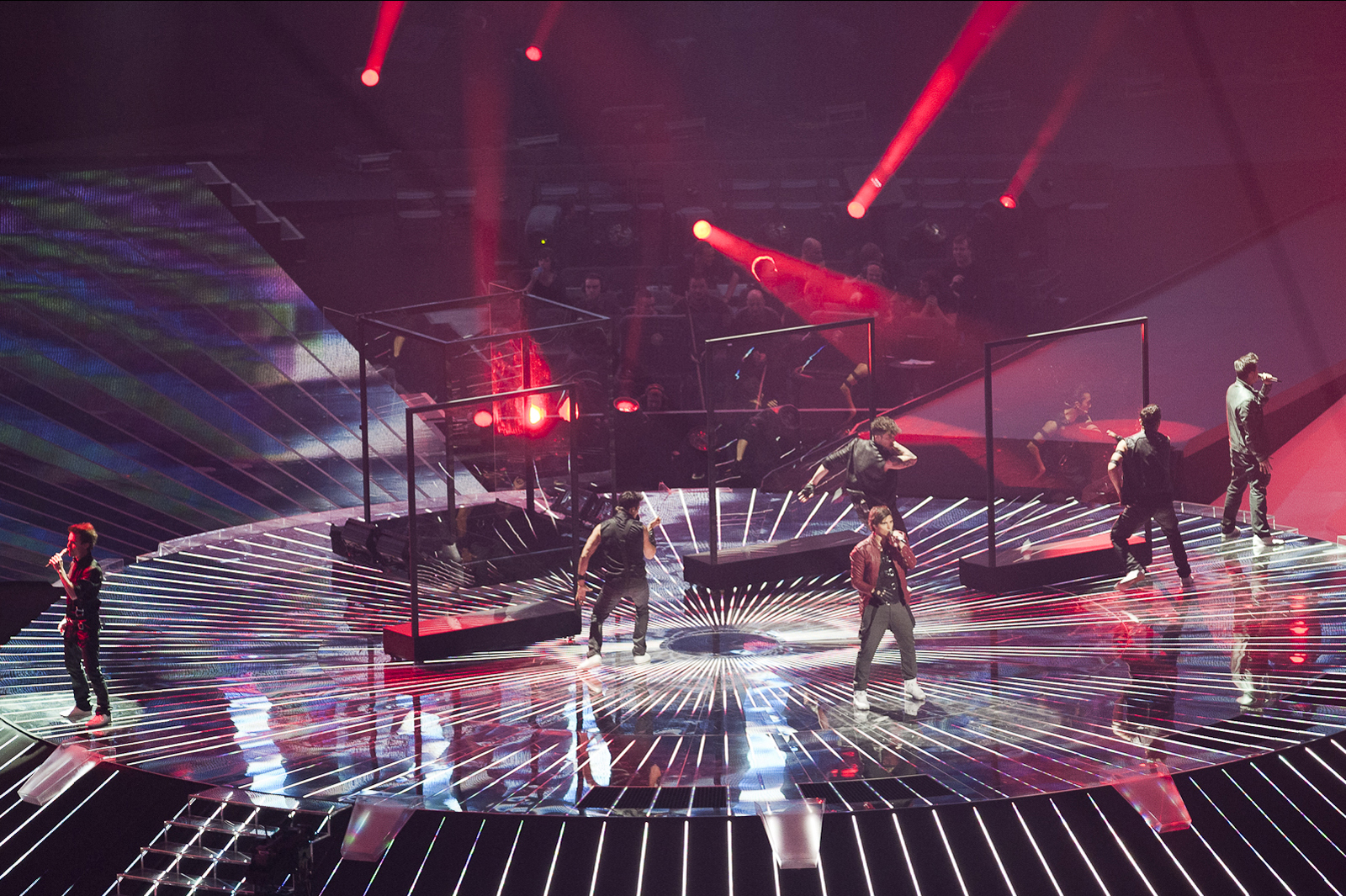
Eric Saade à Düsseldorf (2011)
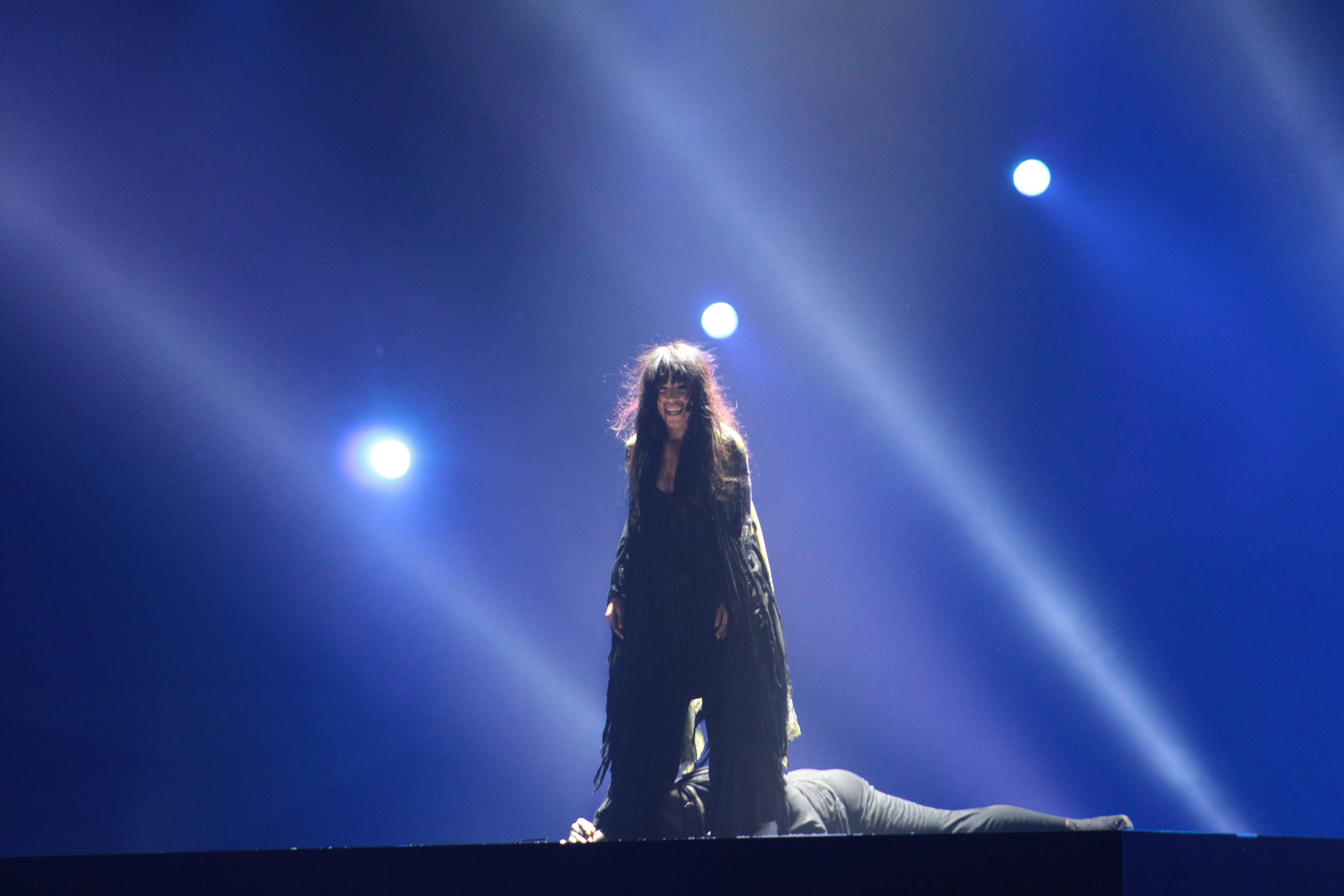
Loreen à Bakou (2012)
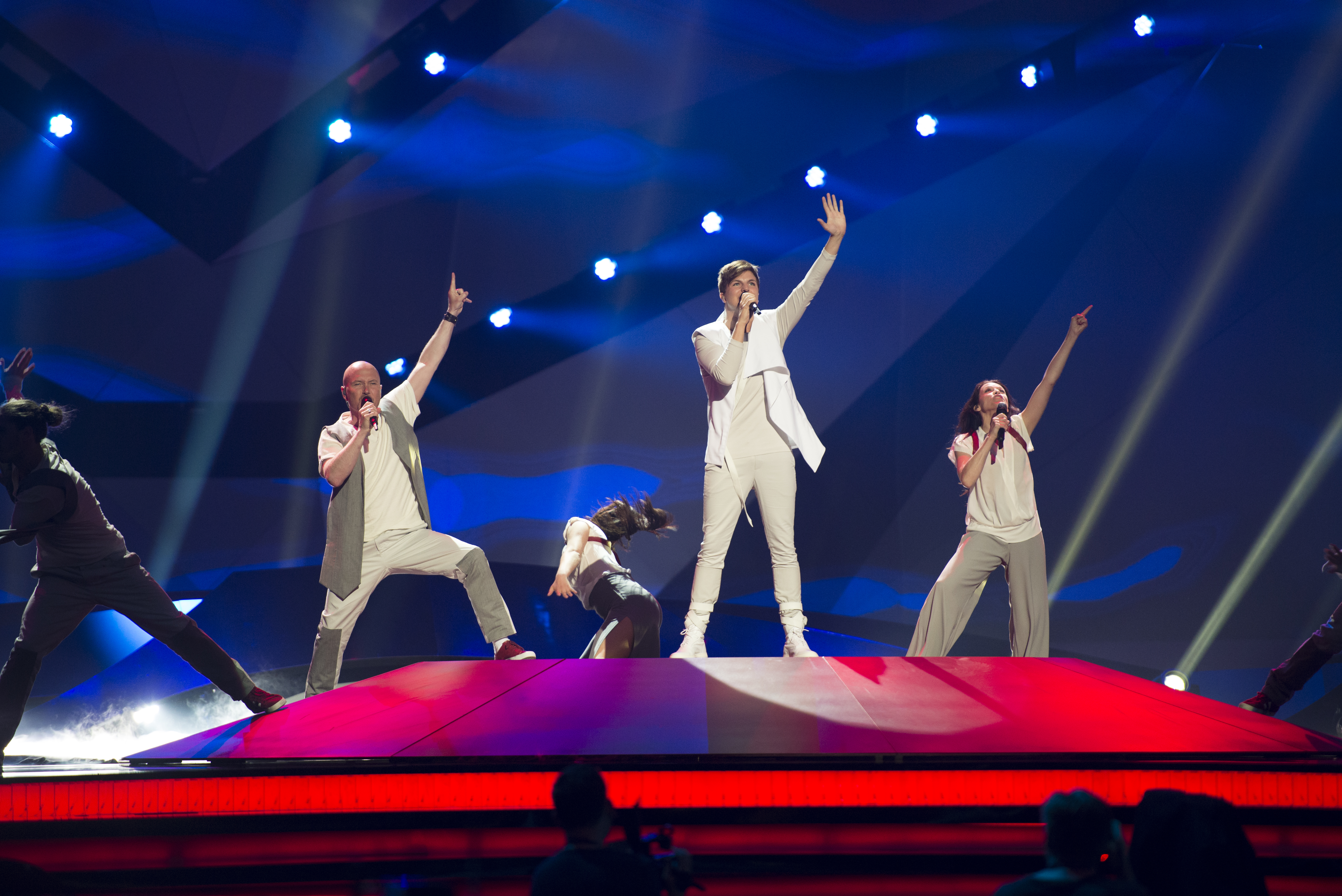
Robin Stjernberg à Malmö (2013)
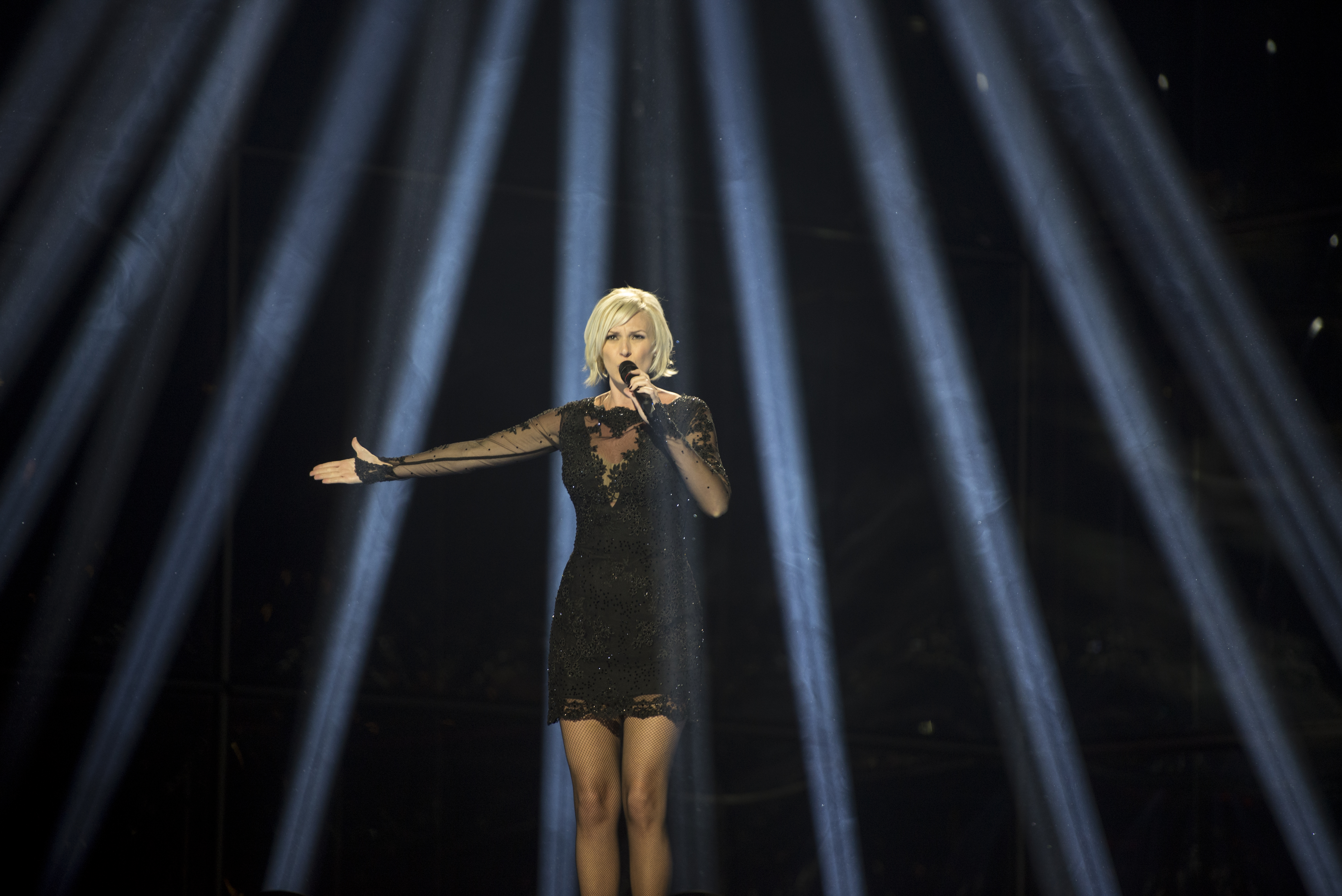
Sanna Nielsen à Copenhague (2014)
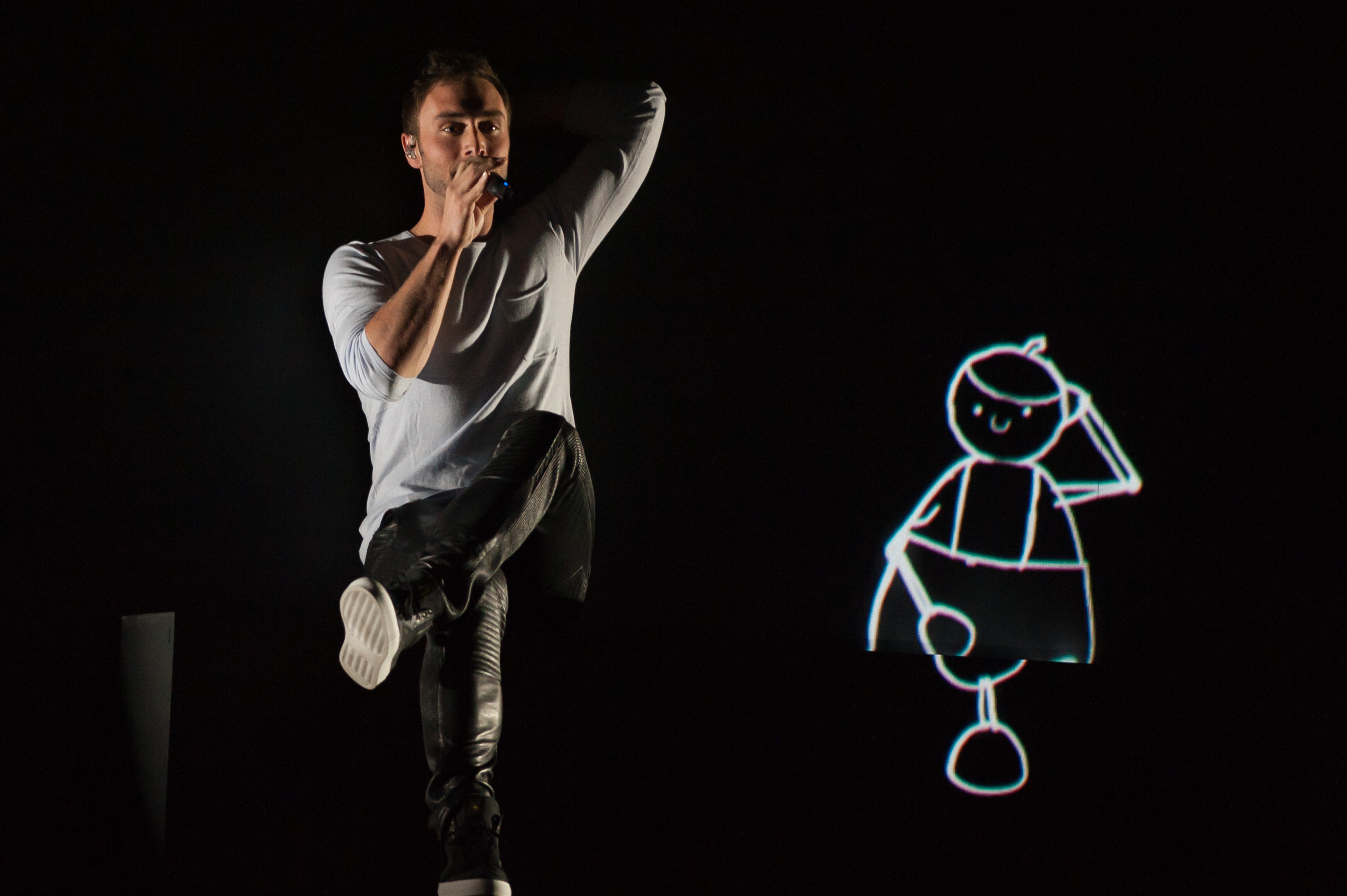
Måns Zelmerlöw à Vienne (2015)
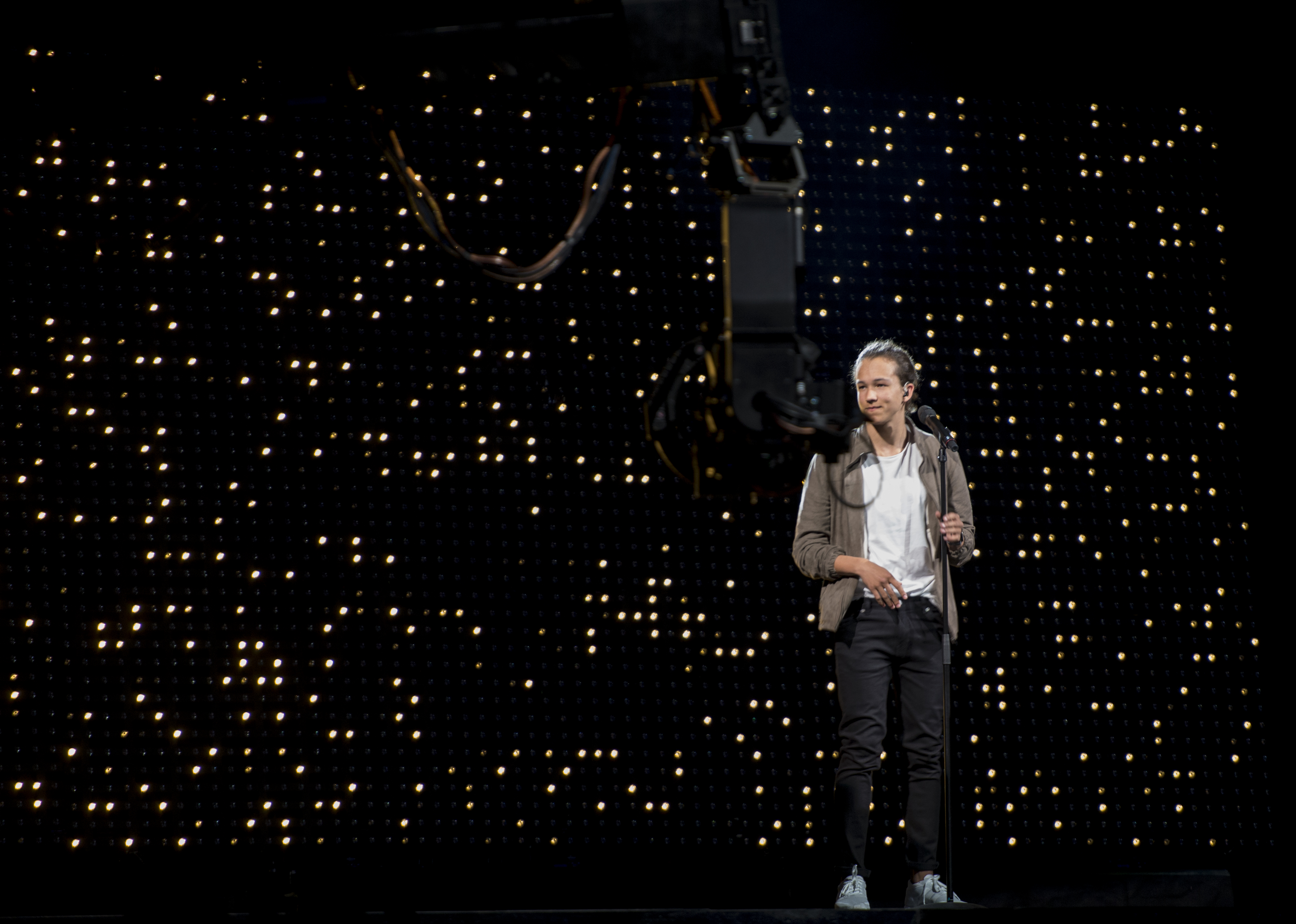
Frans à Stockholm (2016)
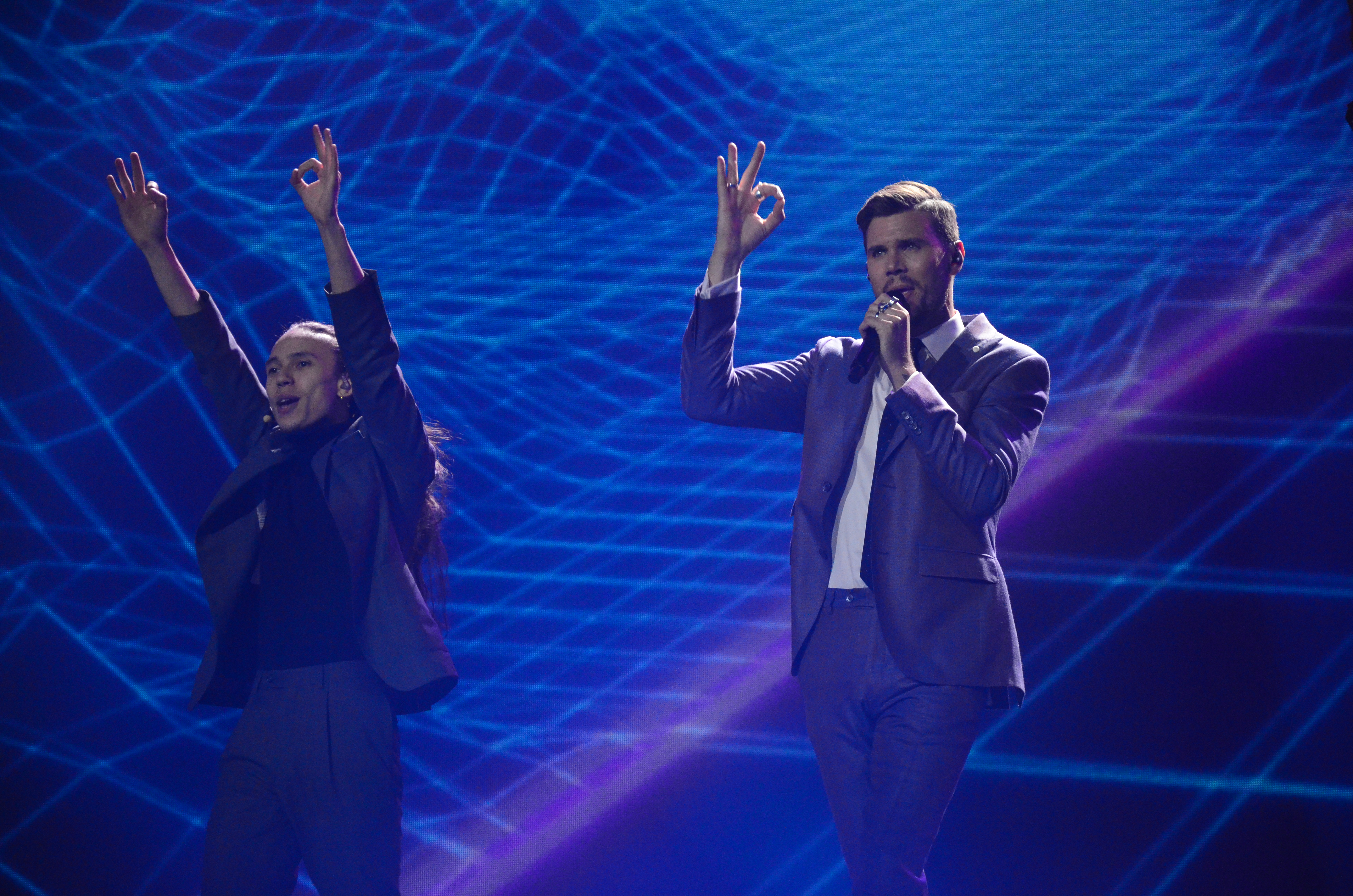
Robin Bengtsson à Kiev (2017)
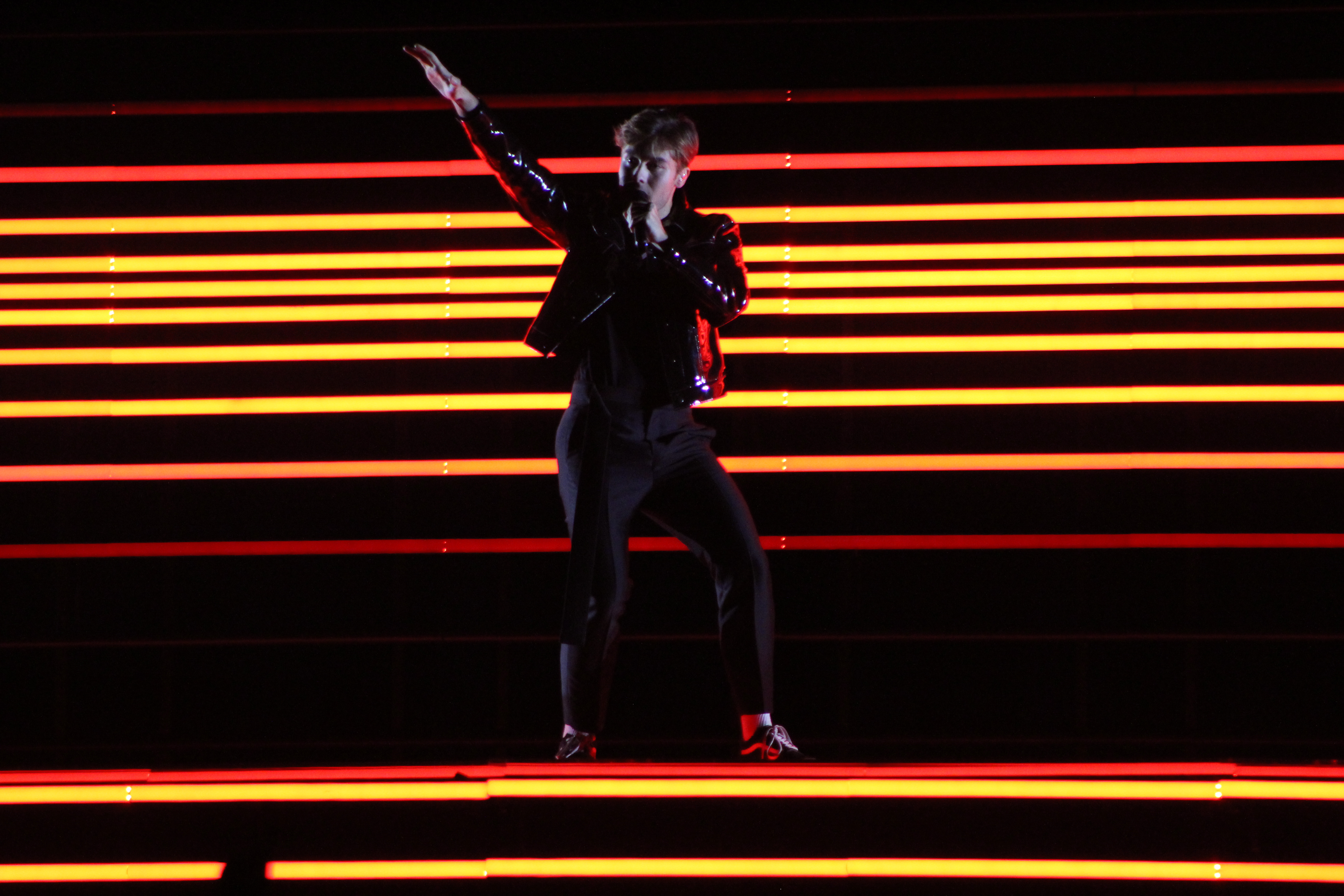
Benjamin Ingrosso à Lisbonne (2018)
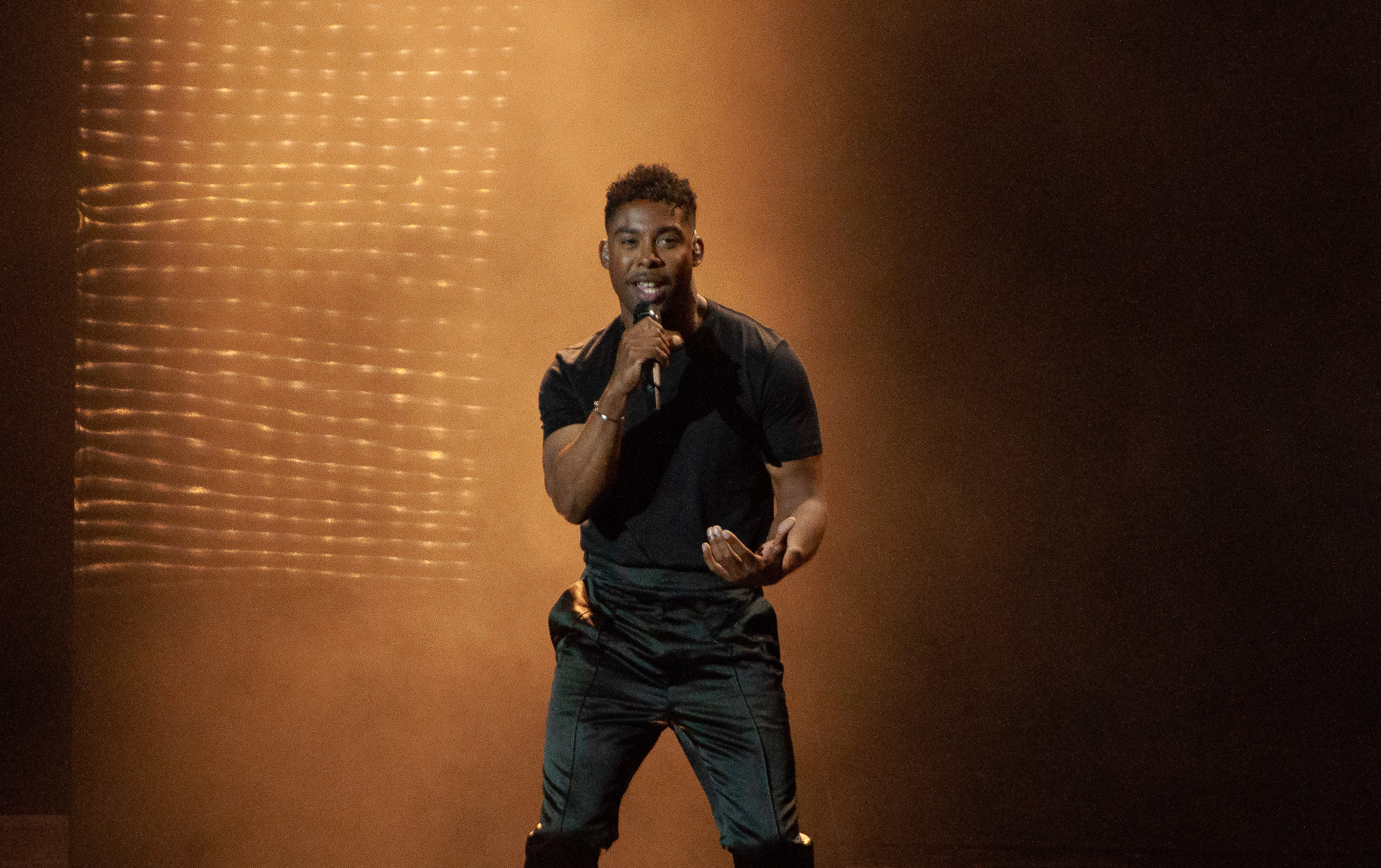
John Lundvik à Tel Aviv (2019)
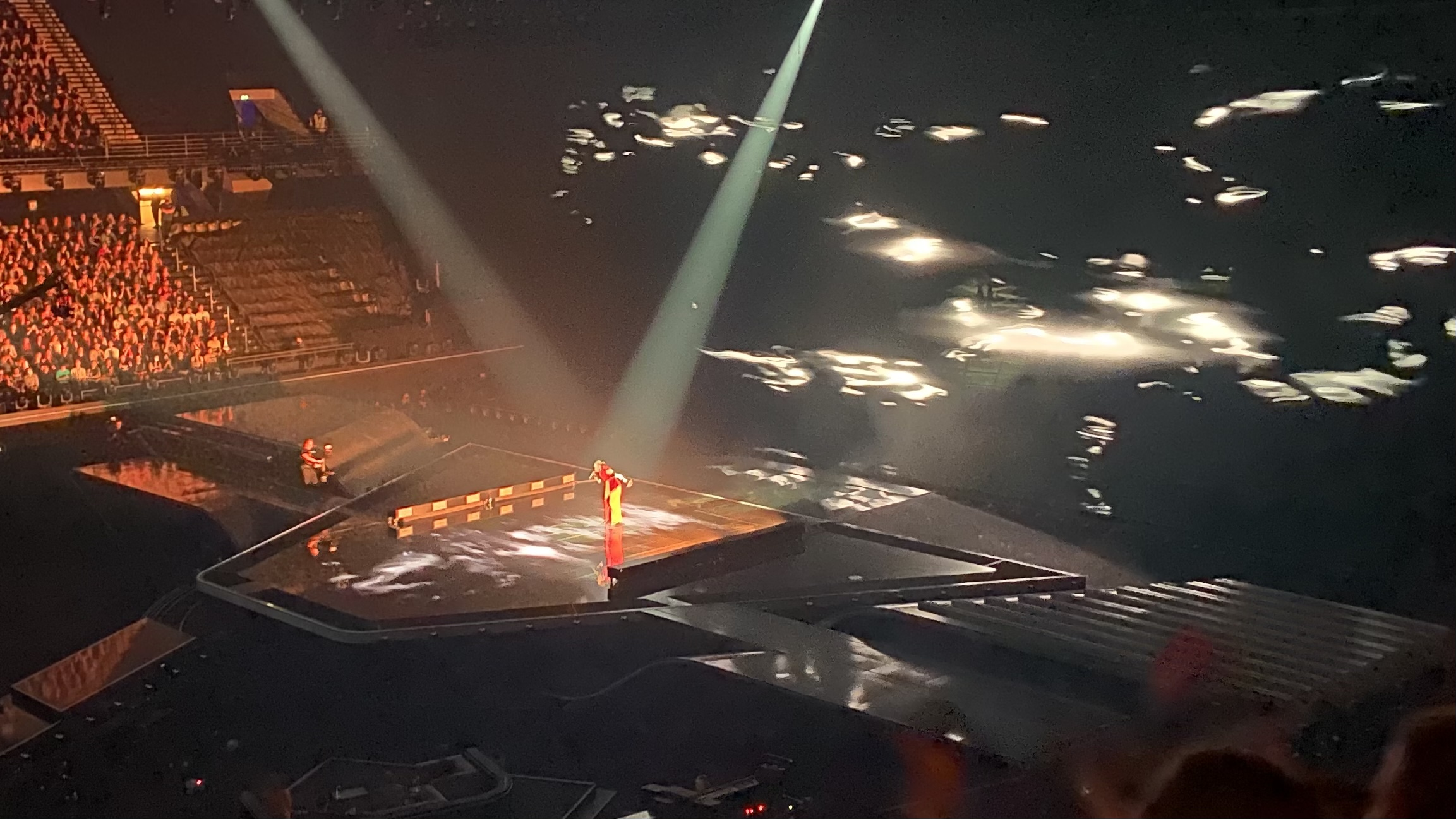
Tusse à Rotterdam (2021)
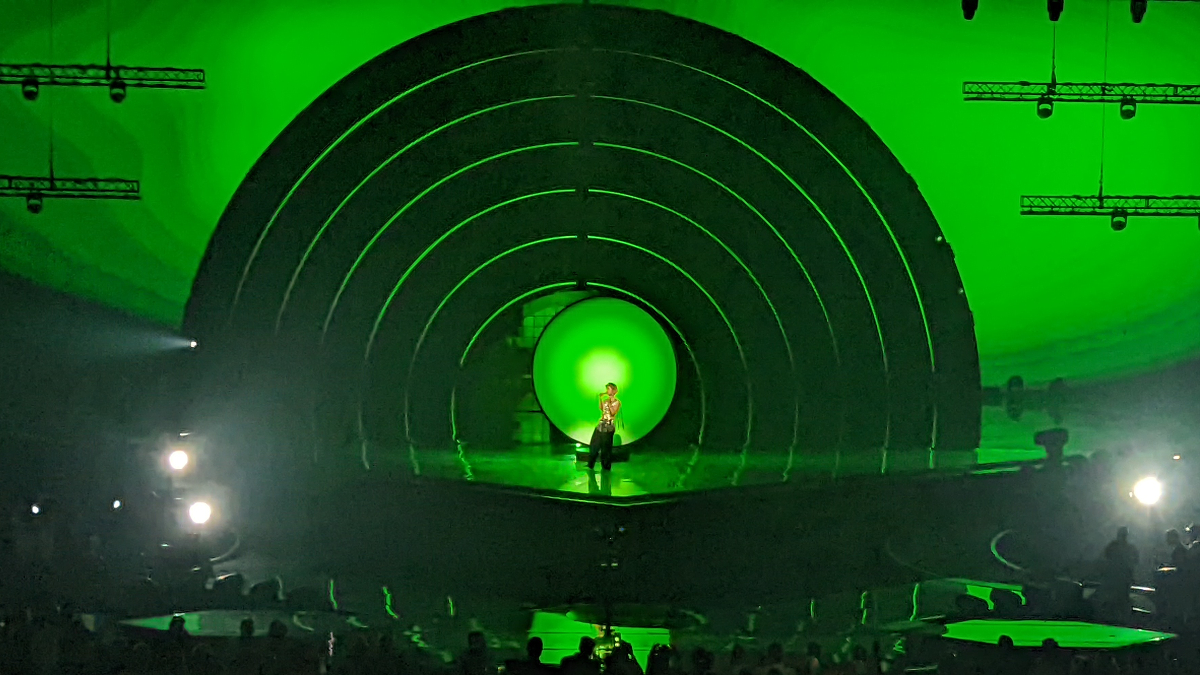
Cornelia Jakobs à Turin (2022)
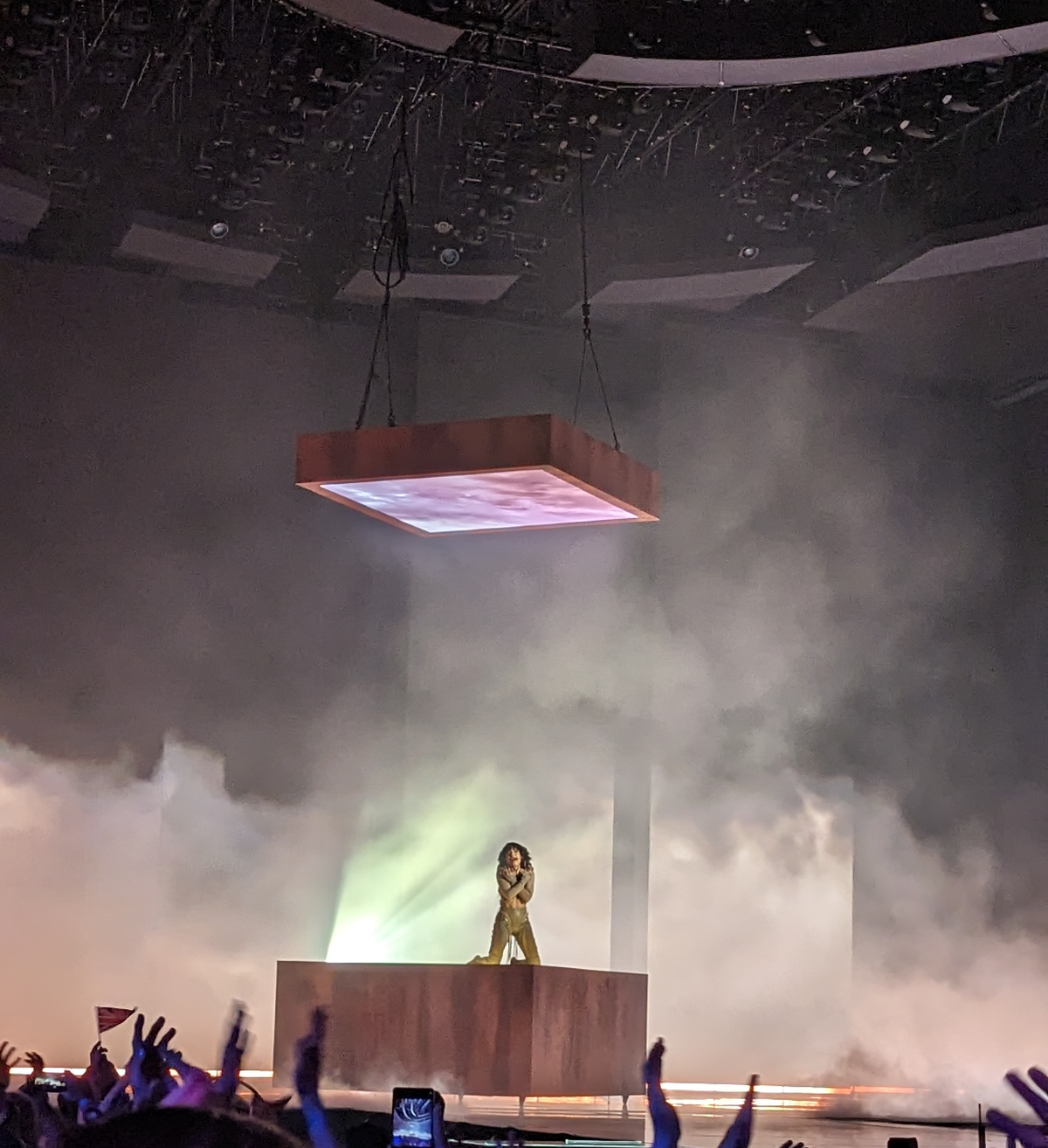
Loreen à Liverpool (2023)
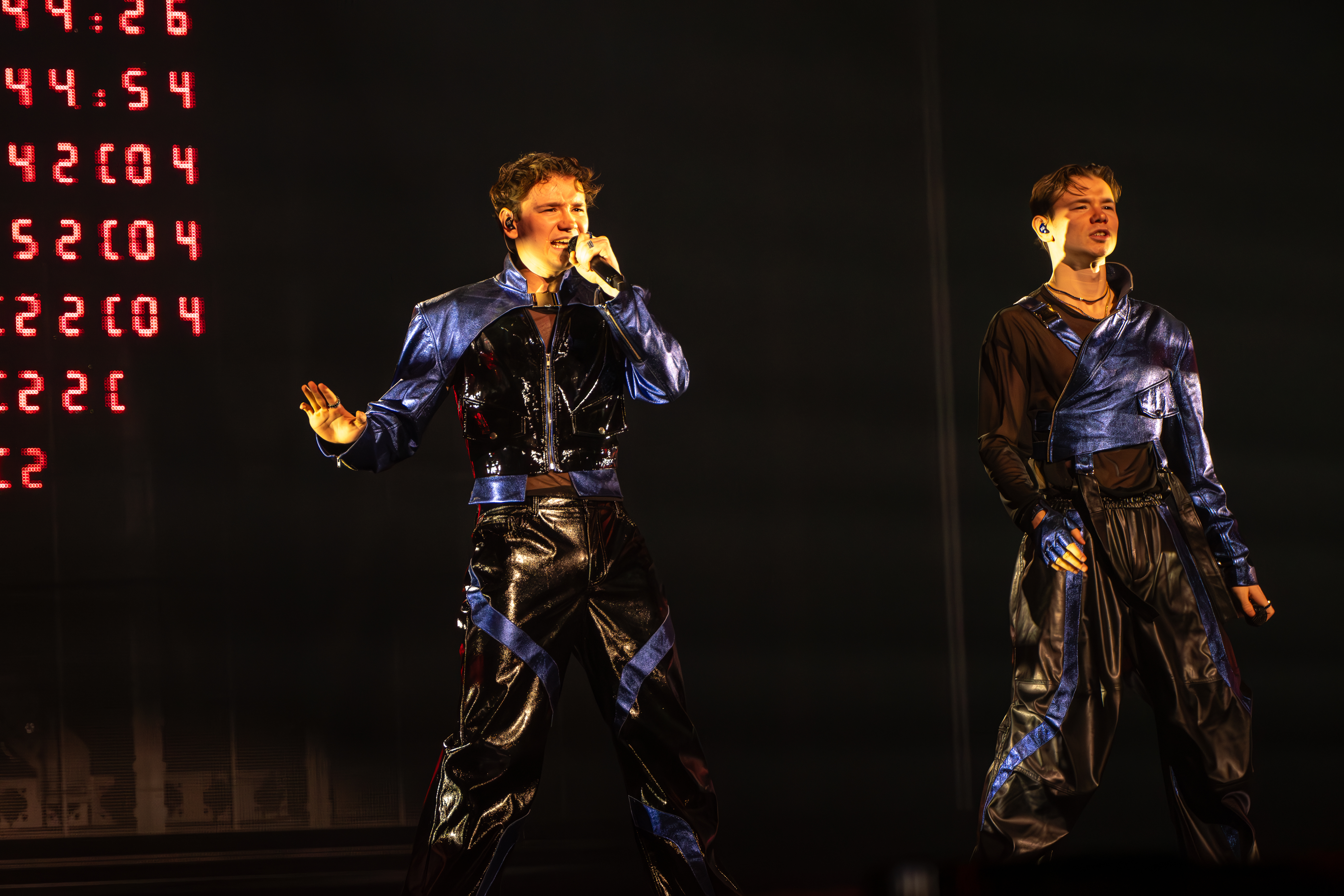
Marcus & Martinus à Malmö (2024)
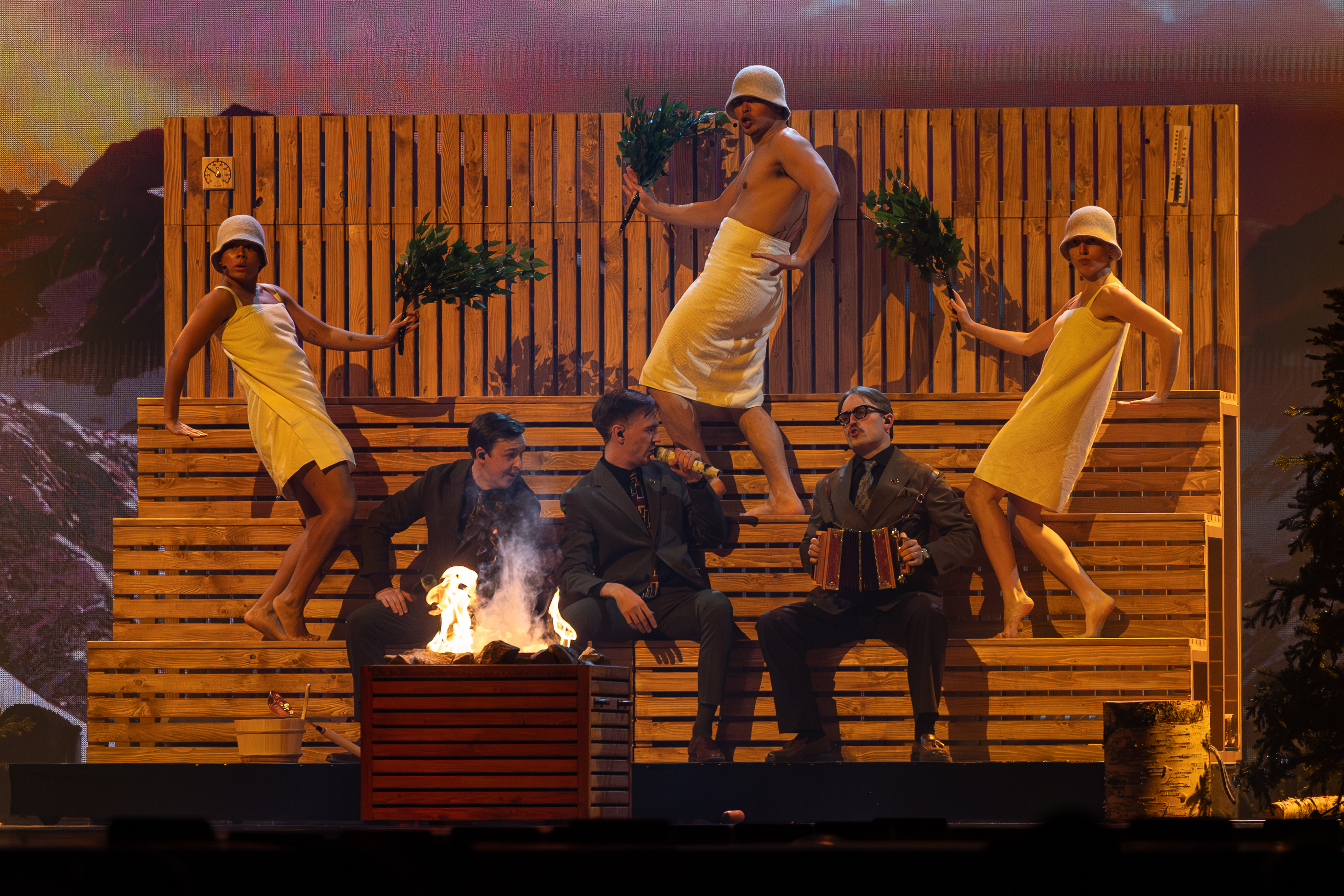
KAJ à Bâle (2025)

## Chefs d'orchestre, commentateurs et porte-paroles
| Année | Chef d'orchestre    | Commentateur(s)                           | Porte-parole           |
| ----- | ------------------- | ----------------------------------------- | ---------------------- |
| 1957  | -                   | Nils Linnman                              | -                      |
| 1958  | Dolf van der Linden | Jan Gabrielsson                           | Roland Eiworth         |
| 1959  | Franck Pourcel      | Jan Gabrielsson                           | Roland Eiworth         |
| 1960  | Thore Ehrling       | Jan Gabrielsson                           | Tage Danielsson        |
| 1961  | William Lind        | Jan Gabrielsson                           | Roland Eiworth         |
| 1962  | Egon Kjerrman       | Jan Gabrielsson                           | Tage Danielsson        |
| 1963  | William Lind        | Jörgen Cederberg                          | Edvard Matz            |
| 1964  | retrait             | Sven Lindahl                              | retrait                |
| 1965  | William Lind        | Berndt Friberg                            | Edvard Matz            |
| 1966  | Gert-Ove Andersson  | Sven Lindahl                              | Edvard Matz            |
| 1967  | Mats Olsson         | Christina Hansegård                       | Edvard Matz            |
| 1968  | Mats Olsson         | Christina Hansegård                       | Edvard Matz            |
| 1969  | Lars Samuelson      | Christina Hansegård                       | Edvard Matz            |
| 1970  | retrait             | retrait                                   | retrait                |
| 1971  | Claes Rosendahl     | Åke Strömmer                              | -                      |
| 1972  | Mats Olsson         | Bo Billtén                                | -                      |
| 1973  | Monica Dominique    | Alicia Lundberg                           | -                      |
| 1974  | Sven-Olof Walldoff  | Johan Sandström                           | Sven Lindahl           |
| 1975  | Lars Samuelson      | Åke Strömmer                              | Sven Lindahl           |
| 1976  | retrait             | retrait                                   | retrait                |
| 1977  | Anders Berglund     | Ulf Elfving                               | Sven Lindhal           |
| 1978  | Bengt Palmers       | Ulf Elfving                               | Sven Lindhal           |
| 1979  | Lars Samuelson      | Ulf Elfving                               | Sven Lindhal           |
| 1980  | Anders Berglund     | Ulf Elfving                               | Arne Weise             |
| 1981  | Anders Berglund     | Ulf Elfving                               | Bengteric Nordell      |
| 1982  | Anders Berglund     | Ulf Elfving                               | Arne Weise             |
| 1983  | Anders Ekdahl       | Ulf Elfving                               | Agneta Bolme-Börjefors |
| 1984  | Curt-Eric Holmquist | Fredrik Belfrage                          | Agneta Bolme-Börjefors |
| 1985  | Curt-Eric Holmquist | Fredrik Belfrage                          | Agneta Bolme-Börjefors |
| 1986  | Anders Berglund     | Ulf Elfving                               | Agneta Bolme-Börjefors |
| 1987  | Curt-Eric Holmquist | Fredrik Belfrage                          | Jan Ellerås            |
| 1988  | Anders Berglund     | Bengt Grafström                           | Maud Uppling           |
| 1989  | Anders Berglund     | Jacob Dahlin                              | Agneta Bolme-Börjefros |
| 1990  | Curt-Eric Holmquist | Jan Jingryd                               | Jan Ellerås            |
| 1991  | Anders Berglund     | Harald Treutiger                          | Bo Hagström            |
| 1992  | Anders Berglund     | Björn Kjellman & Jesper Aspegren          | Jan Jingryd            |
| 1993  | Curt-Eric Holmquist | Jan Jingryd & Kåge Gimtell                | Gösta Hanson           |
| 1994  | Anders Berglund     | Pekka Heino                               | Marianne Anderberg     |
| 1995  | Anders Berglund     | Pernilla Månsson & Kåge Gimtell           | Björn Hedman           |
| 1996  | Anders Berglund     | Björn Kjellman                            | Ulla Rundqvist         |
| 1997  | Curt-Eric Holmquist | Jan Jingryd                               | Gösta Hanson           |
| 1998  | Anders Berglund     | Pernilla Månsson & Christer Björkman      | Björn Hedman           |
| 1999  | -                   | Pekka Heino & Anders Berglund             | Pontus Gårdinger       |
| 2000  | -                   | Pernilla Månsson & Christer Lundh         | Malin Ekander          |
| 2001  | -                   | Henrik Olsson                             | Josefine Sundström     |
| 2002  | -                   | Claes Åkesson & Christer Björkman         | Kristin Kaspersen      |
| 2003  | -                   | Pekka Heino                               | Kattis Ahlström        |
| 2004  | -                   | Pekka Heino                               | Jovan Radomir          |
| 2005  | -                   | Pekka Heino                               | Annika Jankell         |
| 2006  | -                   | Pekka Heino                               | Jovan Radomir          |
| 2007  | -                   | Kristian Luuk & Josef Sterzenbach         | André Pops             |
| 2008  | -                   | Kristian Luuk & Josef Sterzenbach         | Björn Gustafsson       |
| 2009  | -                   | Edward af Sillén & Shirley Clamp          | Sarah Dawn Finer       |
| 2010  | -                   | Edward af Sillén & Christine Meltzer Lind | Eric Saade             |
| 2011  | -                   | Edward af Sillén & Hélène Benno           | Danny Saucedo          |
| 2012  | -                   | Edward af Sillén & Gina Dirawi            | Sarah Dawn Finer       |
| 2013  | -                   | Josefine Sundström                        | Yohio                  |
| 2014  | -                   | Edward af Sillén & Malin Olsson           | Alcazar                |
| 2015  | -                   | Edward af Sillén & Sanna Nielsen          | Mariette               |
| 2016  | -                   | Lotta Bromé                               | Gina Dirawi            |
| 2017  | -                   | Edward af Sillén & Måns Zelmerlöw         | Wiktoria               |
| 2018  | -                   | Edward af Sillén & Sanna Nielsen          | Felix Sandman          |
| 2019  | -                   | Edward af Sillén & Charlotte Perrelli     | Eric Saade             |
| 2021  | -                   | Edward af Sillén & Christer Björkman      | Carola                 |
| 2022  | -                   | Edward af Sillén & Linnea Henriksson      | Dotter                 |
| 2023  | -                   | Edward af Sillén & Måns Zelmerlöw         | Farah Abadi            |
| 2024  | -                   | Edward af Sillén & Tina Mehrafzoon        | Frans                  |
| 2025  | -                   | Edward af Sillén & Petra Mede             | Keyyo                  |

## Historique de vote
Depuis 1975, la Suède a attribué en finale le plus de points à :
| Rang | Pays        | Points |
| ---- | ----------- | ------ |
| 1    | Norvège     | 256    |
| 2    | Irlande     | 210    |
| 3    | Danemark    | 196    |
| 4    | Finlande    | 178    |
| 5    | France      | 162    |
| 6    | Royaume-Uni | 159    |
| 7    | Islande     | 142    |
| 8    | Israël      | 125    |
| 9    | Allemagne   | 124    |
| 10   | Pays-Bas    | 117    |

Depuis 1975, la Suède a reçu en finale le plus de points de la part de :
| Rang | Pays        | Points |
| ---- | ----------- | ------ |
| 1    | Danemark    | 416    |
| 2    | Norvège     | 415    |
| 3    | Finlande    | 317    |
| 4    | Islande     | 297    |
| 5    | Royaume-Uni | 253    |
| 5    | Estonie     | 253    |
| 7    | Allemagne   | 227    |
| 8    | Irlande     | 224    |
| 9    | Belgique    | 204    |
| 10   | Autriche    | 201    |

### 12 Points
Légende
 Vainqueur - La Suède a donné 12 points à la chanson victorieuse / La Suède a reçu 12 points et a gagné le concours
 2e place - La Suède a donné 12 points à la chanson arrivée à la seconde place / La Suède a reçu 12 points et est arrivée deuxième
 3e place - La Suède a donné 12 points à la chanson arrivée à la troisième place / La Suède a reçu 12 points et est arrivée troisième
 Qualifiée - La Suède a donné 12 points à une chanson parvenue à se qualifier pour la finale / La Suède a reçu 12 points et s'est qualifiée pour la finale
 Non-qualifiée - La Suède a donné 12 points à une chanson éliminée durant les demi-finales / La Suède a reçu 12 points mais n'est pas parvenue à se qualifier pour la finale
| Année         | Attribués            | Attribués            | Reçus | Reçus |
| Année         | Finale               | Demi-Finale          | Finale | Demi-Finale |
| 1975          | Pays-Bas             | Pas de demi-finales  | Aucun | Pas de demi-finales |
| 1977          | Irlande              | Pas de demi-finales  | Aucun | Pas de demi-finales |
| 1978          | Monaco               | Pas de demi-finales  | Aucun | Pas de demi-finales |
| 1979          | Israël               | Pas de demi-finales  | Aucun | Pas de demi-finales |
| 1980          | Royaume-Uni          | Pas de demi-finales  | Aucun | Pas de demi-finales |
| 1981          | Allemagne            | Pas de demi-finales  | France | Pas de demi-finales |
| 1982          | Yougoslavie          | Pas de demi-finales  | Aucun | Pas de demi-finales |
| 1983          | Royaume-Uni          | Pas de demi-finales  | Allemagne Norvège | Pas de demi-finales |
| 1984          | Irlande              | Pas de demi-finales  | Allemagne Autriche Chypre Danemark Irlande | Pas de demi-finales |
| 1985          | Norvège              | Pas de demi-finales  | Finlande Norvège | Pas de demi-finales |
| 1986          | Suisse               | Pas de demi-finales  | Islande Suisse | Pas de demi-finales |
| 1987          | Irlande              | Pas de demi-finales  | Israël | Pas de demi-finales |
| 1988          | Suisse               | Pas de demi-finales  | Norvège | Pas de demi-finales |
| 1989          | Danemark             | Pas de demi-finales  | Autriche Danemark Yougoslavie | Pas de demi-finales |
| 1990          | Irlande              | Pas de demi-finales  | Aucun | Pas de demi-finales |
| 1991          | Malte                | Pas de demi-finales  | Allemagne Danemark Islande Royaume-Uni | Pas de demi-finales |
| 1992          | Malte                | Pas de demi-finales  | Aucun | Pas de demi-finales |
| 1993          | Irlande              | Pas de demi-finales  | Aucun | Pas de demi-finales |
| 1994          | Hongrie              | Pas de demi-finales  | Aucun | Pas de demi-finales |
| 1995          | Danemark             | Pas de demi-finales  | Allemagne Danemark Irlande | Pas de demi-finales |
| 1996          | Estonie              | Pas de demi-finales  | Irlande | Pas de demi-finales |
| 1997          | Royaume-Uni          | Pas de demi-finales  | Aucun | Pas de demi-finales |
| 1998          | Norvège              | Pas de demi-finales  | Estonie | Pas de demi-finales |
| 1999          | Islande              | Pas de demi-finales  | Bosnie-Herzégovine Estonie Malte Norvège Royaume-Uni | Pas de demi-finales |
| 2000          | Danemark             | Pas de demi-finales  | Turquie | Pas de demi-finales |
| 2001          | Grèce                | Pas de demi-finales  | Aucun | Pas de demi-finales |
| 2002          | Estonie              | Pas de demi-finales  | Bosnie-Herzégovine | Pas de demi-finales |
| 2003          | Norvège              | Pas de demi-finales  | Roumanie | Pas de demi-finales |
| 2004          | Serbie-et-Monténégro | Serbie-et-Monténégro | Danemark Finlande Irlande Norvège | Qualifié d'Office |
| 2005          | Grèce                | Danemark             | Aucun | Qualifié d'Office |
| 2006          | Finlande             | Finlande             | Aucun | Danemark Malte Portugal |
| 2007          | Finlande             | Islande              | Danemark Norvège | Qualifié d'Office |
| 2008          | Norvège              | Danemark             | Malte | Danemark |
| 2009          | Norvège              | Islande              | Aucun | Aucun |
| 2010          | Allemagne            | Danemark             | Non qualifiée | Danemark Norvège |
| 2011          | Irlande              | Danemark             | Estonie Israël | Belgique Chypre Danemark Estonie France Israël Pays-Bas                                                                                                  |
| 2012          | Chypre               | Estonie              | Allemagne Autriche Belgique Danemark Espagne Estonie Finlande France Hongrie Irlande Islande Israël Lettonie Norvège Pays-Bas Royaume-Uni Russie Slovaquie | Allemagne Estonie Géorgie Norvège Pays-Bas Slovaquie |
| 2013          | Norvège              | Danemark             | Norvège | Qualifié d'Office |
| 2014          | Autriche             | Pays-Bas             | Danemark Roumanie Ukraine | Espagne |
| 2015          | Australie            | Norvège              | Australie Belgique Danemark Finlande Islande Italie Lettonie Norvège Pologne Royaume-Uni Slovénie Suisse                                                   | Allemagne Australie Chypre Islande Israël Lettonie Malte Norvège Pologne Portugal République tchèque Saint-Marin Slovénie Suisse                         |
| 2016 Jury     | Australie            | Russie               | Estonie Finlande République tchèque | Qualifié d'Office |
| 2016 Télévote | Australie            | Bosnie-Herzégovine   | Danemark Islande | Qualifié d'Office |
| 2017 Jury     | Portugal             | Australie            | Belgique Danemark Finlande | Belgique Finlande |
| 2017 Télévote | Belgique             | Portugal             | Danemark | Aucun |
| 2018 Jury     | Chypre               | Norvège              | Allemagne Arménie Australie Chypre Géorgie Lettonie Serbie Slovénie                                                                                        | Allemagne Australie Géorgie Norvège Pays-Bas Pologne Saint-Marin Serbie Slovénie                                                                         |
| 2018 Télévote | Danemark             | Danemark             | Aucun | Aucun |
| 2019 Jury     | Pays-Bas             | Suisse               | Arménie Australie Danemark Espagne Estonie Finlande Irlande Islande Pays-Bas République tchèque                                                            | Arménie Autriche Danemark Irlande Lettonie Norvège Pays-Bas                                                                                              |
| 2019 Télévote | Norvège              | Norvège              | Norvège | Aucun |
| 2021 Jury     | Malte                | Malte                | Aucun | Allemagne |
| 2021 Télévote | Finlande             | Norvège              | Aucun | Aucun |
| 2022 Jury     | Espagne              | Australie            | Estonie Finlande Islande Israël Royaume-Uni | Australie Azerbaïdjan Chypre Estonie Finlande Géorgie Irlande Israël Malte Monténégro Pologne République tchèque Roumanie Royaume-Uni Saint-Marin Serbie |
| 2022 Télévote | Ukraine              | Finlande             | Aucun | Israël Pologne Roumanie |
| 2023 Jury     | Finlande             | Pas de jury          | Albanie Allemagne Chypre Danemark Espagne Estonie Finlande Irlande Israël Lituanie Malte Moldavie Pays-Bas Royaume-Uni Ukraine                             | Pas de jury |
| 2023 Télévote | Finlande             | Finlande             | Aucun | Malte Pays-Bas |
| 2024 Jury     | Suisse               | Pas de jury          | Allemagne | Qualifié d'Office |
| 2024 Télévote | Israël               | Croatie              | Aucun | Qualifié d'Office |
| 2025 Jury     | Autriche             | Pas de jury          | Islande | Pas de jury |
| 2025 Télévote | Israël               | Islande              | Danemark Estonie Finlande Norvège | Estonie Islande Norvège |